# Metro

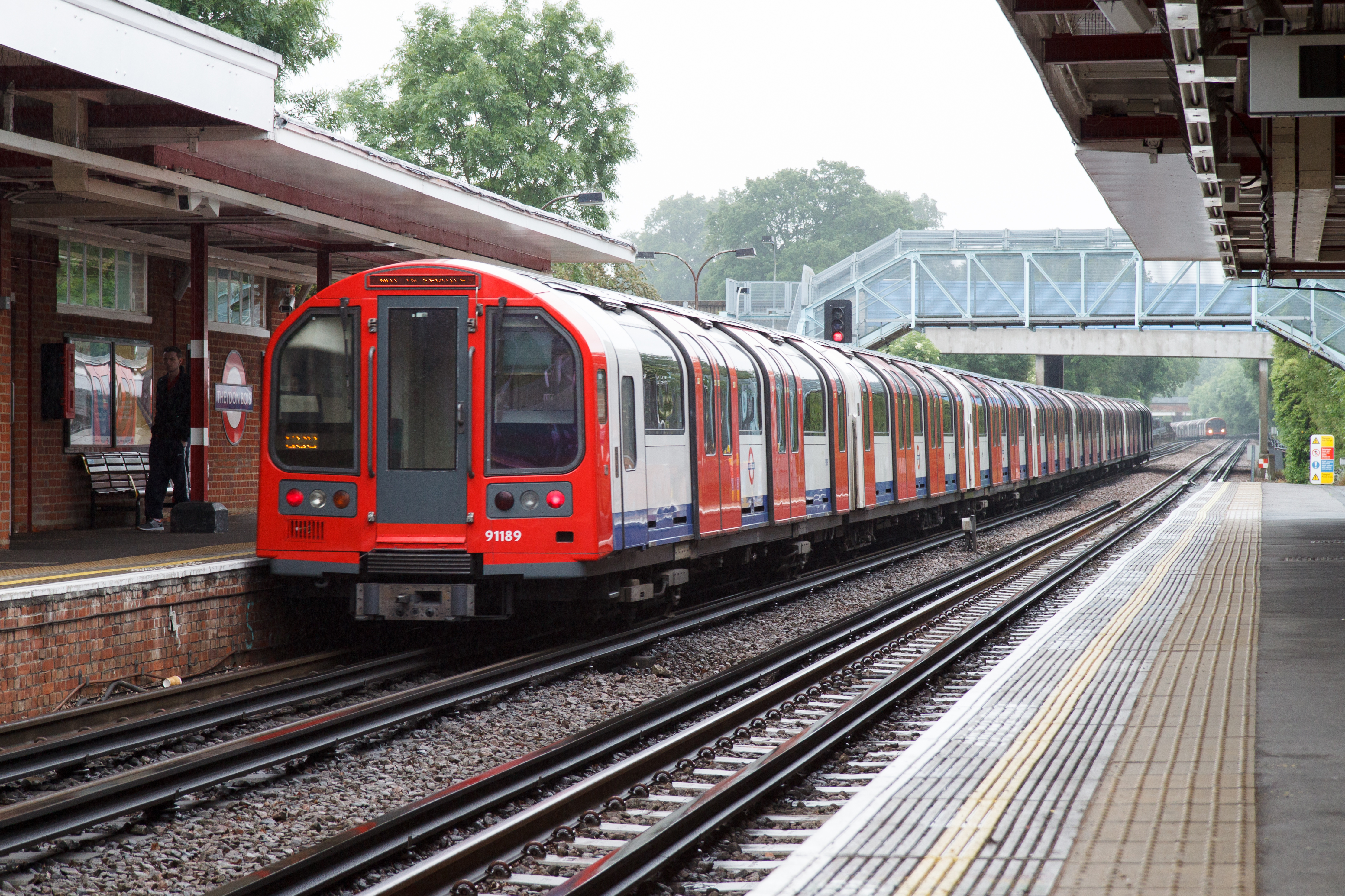
Tàu điện ngầm Luân Đôn là hệ thống metro đầu tiên và lâu đời nhất trên thế giới, mở cửa từ năm 1863.

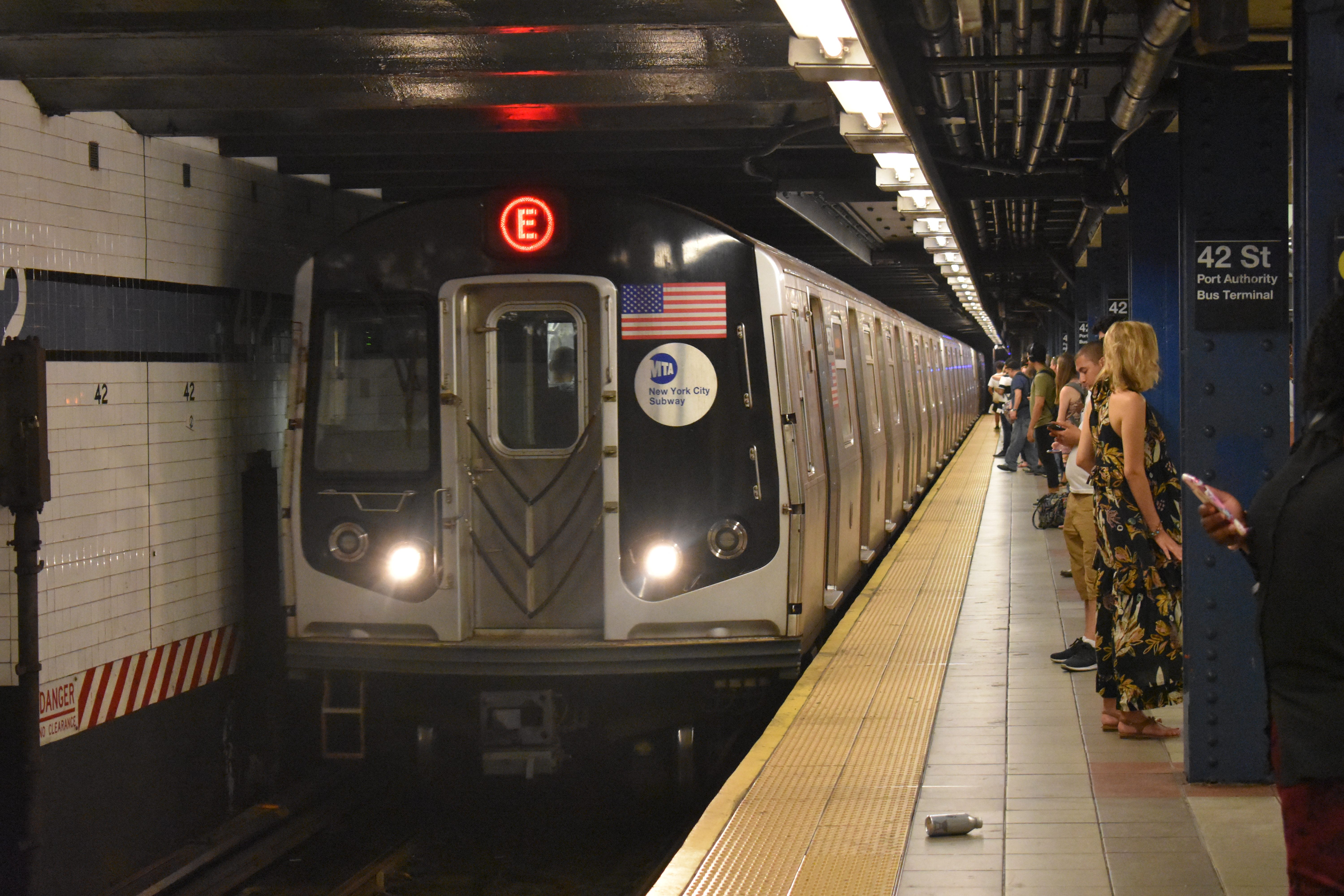
Tàu điện ngầm Thành phố New York là hệ thống metro lớn nhất thế giới tính theo số lượng nhà ga, với tổng cộng 472 ga.

Metro trên thế giới:
Một thành phố có metro
Nhiều thành phố có metro
Đang xây dựng metro
Dự kiến có metro
Không có metro

Metro, hay còn gọi là rapid transit, mass rapid transit (MRT) hoặc đường sắt nặng (tiếng Anh: heavy rail), là một loại hình giao thông công cộng công suất lớn thường được xây dựng tại các đô thị. Một tuyến metro phân mức đi bên dưới mặt đất bằng đường hầm có thể được gọi là tàu điện ngầm (tiếng Anh: subway, tube hoặc underground). Đôi khi các hệ thống này cũng được phân mức để chạy trên đường ray trên cao, khi đó chúng có thể được gọi là skytrain hoặc el train – viết tắt của từ "elevated" (trên cao). Các hệ thống metro là những tuyến đường sắt, thường được điện khí hóa, hoạt động trên phần đường riêng biệt, không cho phép người đi bộ hay các phương tiện khác tiếp cận, khác với những loại hình như xe buýt hay xe điện mặt đất.
Dịch vụ trên các hệ thống metro hiện đại được cung cấp trên các tuyến cố định giữa các nhà ga, thường sử dụng tàu điện động lực phân tán chạy trên đường ray. Một số hệ thống sử dụng tàu lốp cao su có dẫn hướng, tàu đệm từ, hay tàu một ray. Các nhà ga thường có ke ga cao, đòi hỏi phải sử dụng những đoàn tàu được thiết kế riêng để giảm thiểu tối đa khoảng hở giữa tàu và ke ga. Metro thường được tích hợp với các loại hình giao thông công cộng khác và được vận hành bởi cùng một cơ quan quản lý giao thông công cộng. Một số tuyến metro có thể có giao cắt cùng mức với đường bộ hoặc các tuyến metro khác.
Hệ thống metro đầu tiên trên thế giới là Metropolitan Railway được mở cửa vào năm 1863 sử dụng tàu đầu máy hơi nước, nay là một phần của Tàu điện ngầm Luân Đôn. Năm 1868, New York khai trương tuyến đường sắt trên cao West Side and Yonkers Patent Railway, ban đầu sử dụng đoàn tàu động cơ hơi nước cố định được kéo bằng dây cáp.
Tính đến  năm 2021, Trung Quốc có số lượng hệ thống metro lớn nhất thế giới với 40 hệ thống, hơn 4.500 km (2.800 mi) đường ray, và cũng là nơi diễn ra hầu hết các hoạt động mở rộng vận tải công cộng nhanh trong thập niên 2010. Hệ thống metro dài nhất thế giới tính theo chiều dài tuyến đường là Tàu điện ngầm Thượng Hải. Đơn vị cung cấp dịch vụ metro lớn nhất thế giới tính theo số nhà ga (với tổng cộng 472 ga) là Tàu điện ngầm Thành phố New York. Những hệ thống metro bận rộn nhất thế giới tính theo lượt hành khách hàng năm là Tàu điện ngầm Thượng Hải, hệ thống tàu điện ngầm Tokyo, Seoul Metro và Tàu điện ngầm Moskva.

## Thuật ngữ

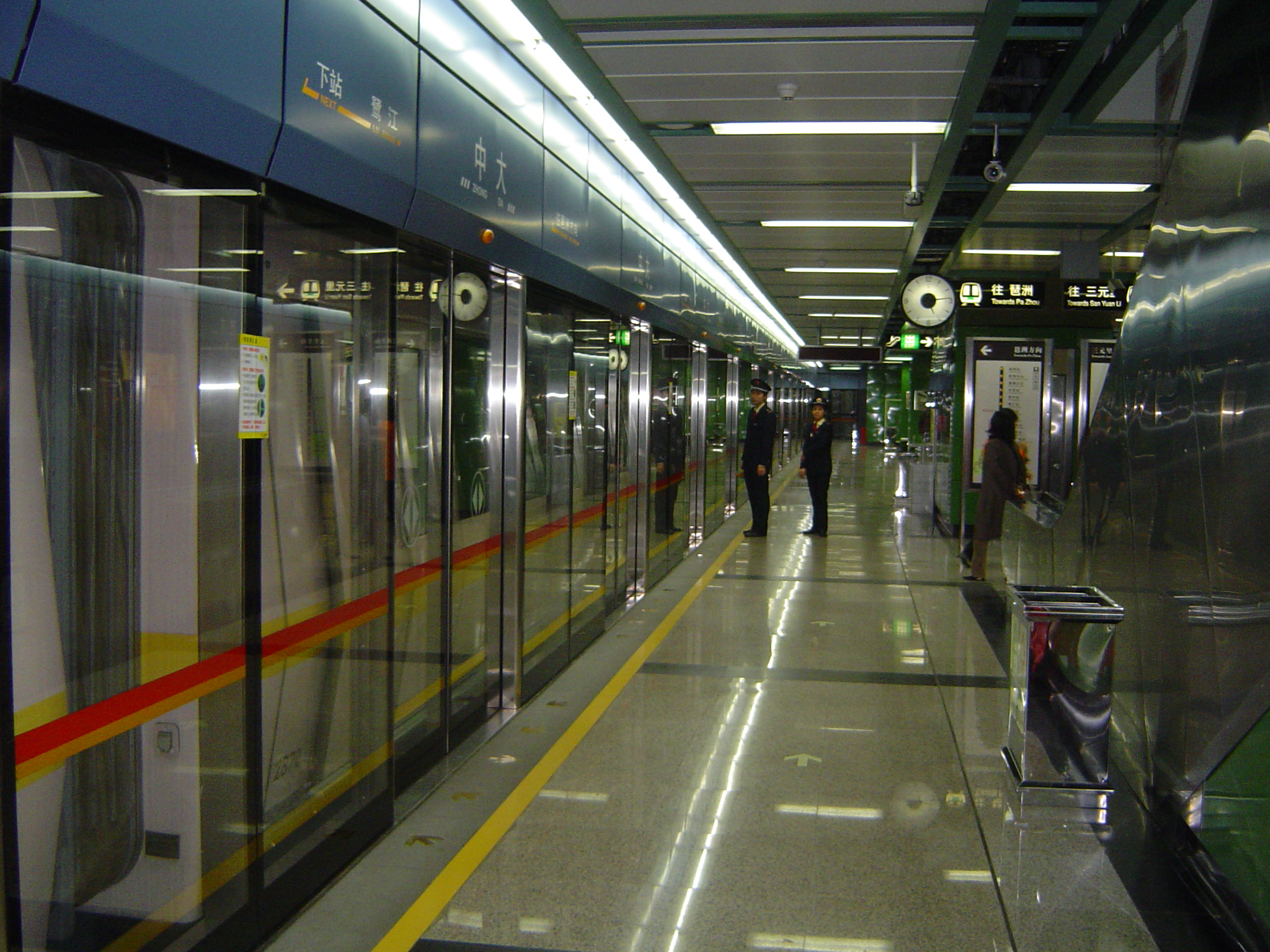
Một nhà ga Tàu điện ngầm Quảng Châu vào năm 2005

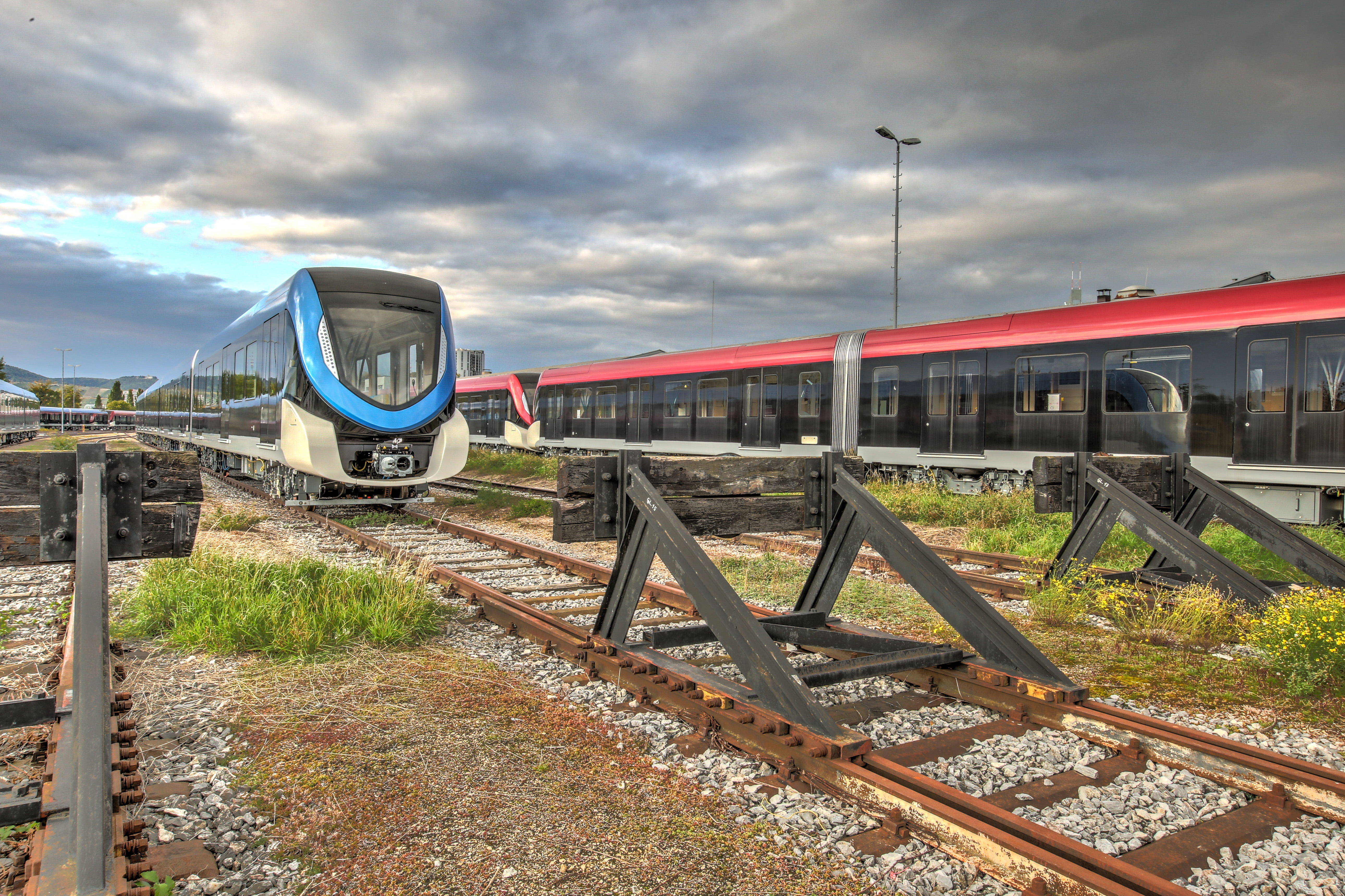
Đoàn tàu Riyadh Metro

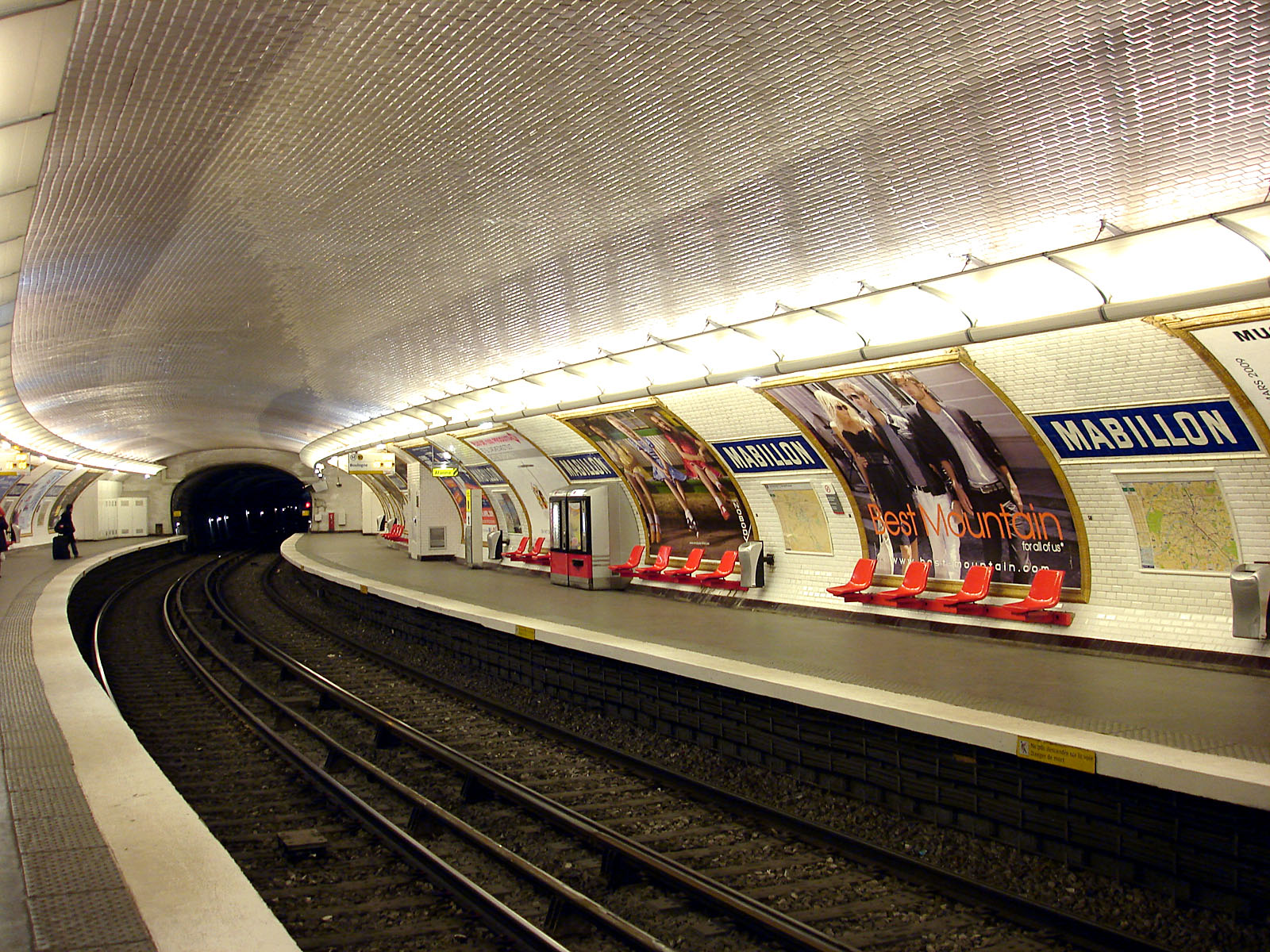
Ga Mabillon, một phần của Tuyến 10 thuộc hệ thống Métro Paris vào năm 2009

Metro là thuật ngữ được những người không nói tiếng Anh bản địa sử dụng rộng rãi nhất để chỉ các hệ thống vận tải công cộng nhanh đi ngầm dưới lòng đất. Các hệ thống metro có thể được đặt tên theo phương thức di chuyển của hành khách trong những khu vực quận kinh doanh trung tâm bận rộn; việc sử dụng đường hầm dưới lòng đất tạo ra những tên gọi như tàu điện ngầm trong tiếng Việt, subway, underground trong tiếng Anh, Untergrundbahn (U-Bahn) trong tiếng Đức, hay Tunnelbana (T-bana) trong tiếng Thụy Điển. Trong khi đó, các hệ thống sử dụng cầu có thể sử dụng những tên gọi như đường sắt trên cao trong tiếng Việt, elevated (viết tắt thành L hoặc el), skytrain, overhead, overground trong tiếng Anh, hay Hochbahn trong tiếng Đức. Một trong những tên gọi này có thể được áp dụng cho toàn bộ hệ thống, cho dù phần lớn mạng lưới có thể chạy trên mặt đất, ví dụ như tại những khu vực ngoại ô.

### Đảo Anh
Tại hầu hết Anh, Wales và Scotland, từ subway dùng để chỉ đường hầm dành cho người đi bộ. Các tên gọi Underground và Tube được dùng để chỉ hệ thống Tàu điện ngầm London. Hệ thống Tàu điện ngầm Tyne và Wear ở Đông Bắc Anh, hầu hết chạy trên mặt đất, được gọi bằng cái tên Metro. Tại Scotland, hệ thống Tàu điện ngầm Glasgow sử dụng tên gọi Subway.

### Bắc Mỹ
Các hệ thống metro khắp Bắc Mỹ có nhiều tên gọi khác nhau. Tên gọi metro là cách gọi ngắn để ám chỉ vùng đô thị (tiếng Anh: metropolitan area). Những hệ thống vận chuyển nhanh như Washington Metrorail, Los Angeles Metro Rail, Miami Metrorail, và Montreal Metro thường được gọi là Metro. Tại Philadelphia, từ "El" được sử dụng để chỉ Tuyến Market–Frankford chạy chủ yếu trên đường ray trên cao, trong khi tên gọi "subway" được dùng cho Tuyến Broad Street chạy hầu hết ở dưới lòng đấy. Hệ thống đường sắt ngoại ô của Chicago phục vụ cho toàn bộ vùng đô thị được gọi là Metra (cách gọi tắt của Metropolitan Rail), trong khi hệ thống vận chuyển nhanh phục vụ cho thành phố này được gọi là "L". Hệ thống tàu điện ngầm của Boston được người dân ở đây gọi là "The T". Tại Atlanta và Khu vực Vịnh San Francisco, các hệ thống metro được biết tới qua các tên viết tắt của từng hệ thống, lần lượt là "MARTA" (Metropolitan Atlanta Rapid Transit Authority) và "BART" (Bay Area Rapid Transit).
Hệ thống Tàu điện ngầm Thành phố New York được gọi đơn giản là "the subway" (tàu điện ngầm), mặc dù 40% mạng lưới chạy nổi trên mặt đất hoặc trên cao. Thuật ngữ "L" hoặc "El" nói chung không được dùng cho các tuyến đi trên cao bởi mọi tuyến trong hệ thống đều đã được ký hiệu bằng chữ và số. Chuyến tàu "L" là cách gọi để chỉ cụ thể tuyến 14th Street–Canarsie Local, chứ không dùng để chỉ các tuyến tàu trên cao khác. Tương tự như vậy, mạng lưới Tàu điện ngầm Toronto cũng được gọi là "the subway", mặc dù có một số đoạn chạy nổi. Đây là hai hệ thống duy nhất tại Bắc Mỹ có tên gọi chủ yếu là "subway".

### Châu Á
Ở hầu hết Đông Nam Á và Đài Loan, các hệ thống metro chủ yếu được gọi bằng tên viết tắt MRT. Ý nghĩa của tên gọi này có sự khác nhau ở mỗi nước. Tại Indonesia, đây là cách viết tắt của Moda Raya Terpadu, trong tiếng Việt có nghĩa là Phương thức [Vận chuyển] Đại chúng Tích hợp. Tại Philippines, tên gọi này có nghĩa là Metro Rail Transit.  Có hai tuyến đi ngầm được sử dụng thuật ngữ subway. Tại Thái Lan, tên gọi MRT là viết tắt của Metropolitan Rapid Transit; trước đó tại đây vẫn áp dụng tên gọi Mass Rapid Transit. Những thành phố khác ngoài Đông Nam Á như Cao Hùng, Đào Viên ở Đài Loan hay nhiều nơi ở Singapore và Malaysia đều có các hệ thống MRT với ý nghĩa là Mass Rapid Transit.

## Lịch sử

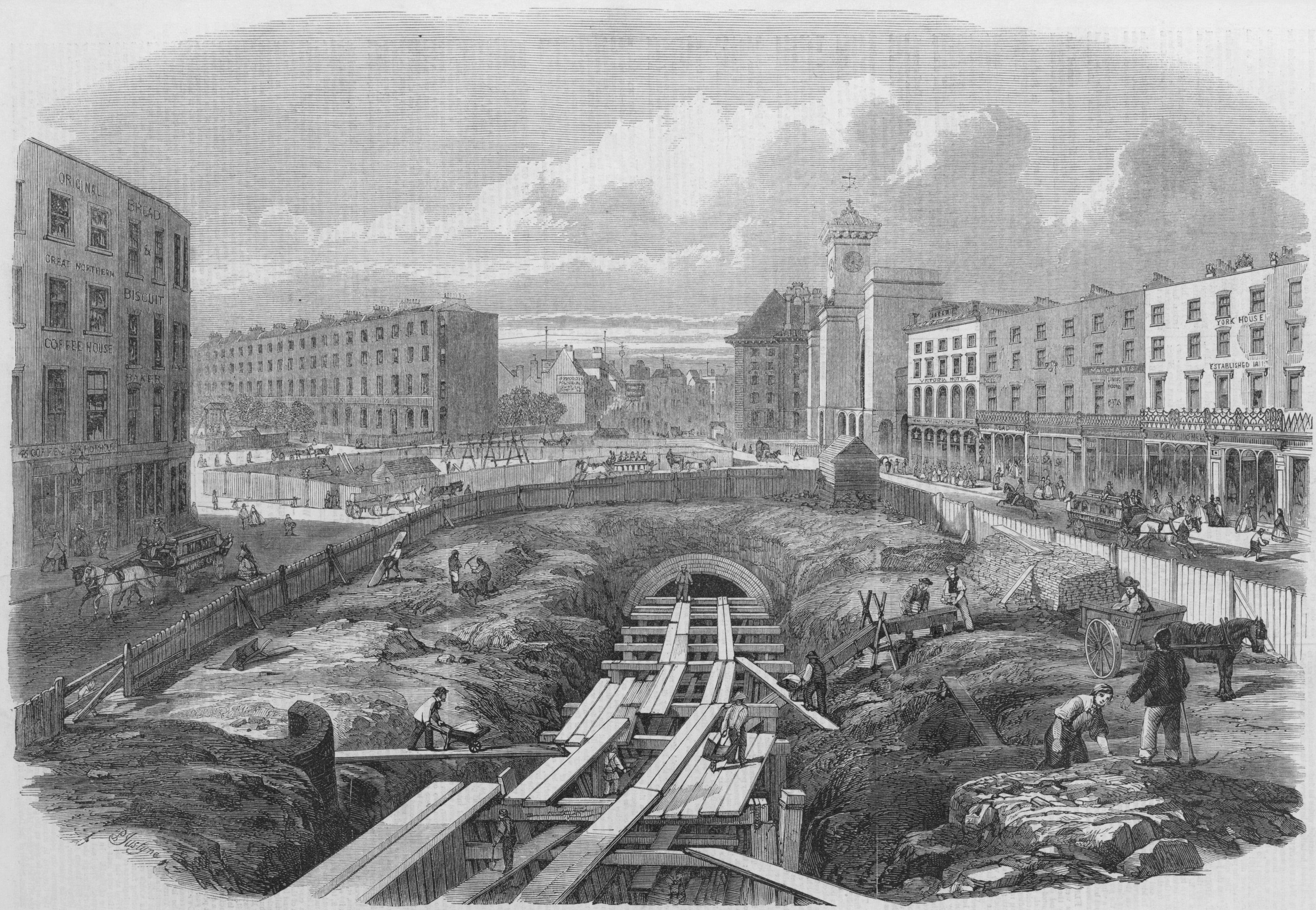
Quá trình xây dựng ban đầu tuyến Metropolitan Railway của London tại nhà ga King's Cross St Pancras vào năm 1861

Sự kiện khai trương tuyến tàu hơi nước Metropolitan Railway tại London vào năm 1863 đánh dấu sự khởi đầu của metro. Do sử dụng tàu động cơ hơi nước chạy ngầm nên mặc dù có thông gió nhưng trải nghiệm của hành khách vẫn không thực sự thoải mái. Những cuộc thử nghiệm đường sắt chạy bằng khí nén đã thất bại trong việc triển khai mở rộng tại các thành phố.
Vào năm 1890, City & South London Railway trở thành tuyến đường sắt vận chuyển nhanh chạy bằng điện đầu tiên. Trước khi mở cửa, tuyến này được đặt tên là "City and South London Subway" do chạy hoàn toàn dưới lòng đất; đây cũng là lần đầu tiên thuật ngữ Subway được giới thiệu. Cả hai tuyến đường sắt này về sau đều được sáp nhập vào hệ thống Tàu điện ngầm London. Tuyến Liverpool Overhead Railway mở năm 1893 đã được thiết kế sử dụng sức kéo điện ngay từ đầu.
Công nghệ này nhanh chóng lan rộng ra các thành phố khác tại châu Âu, Hoa Kỳ, Argentina và Canada. Tại đây, một số tuyến đường sắt được chuyển đổi từ tàu hơi nước trong khi các tuyến khác đã được thiết kế điện khí hóa ngay từ đầu. Budapest, Chicago, Glasgow, Boston và Thành phố New York đều đã chuyển đổi hoặc thiết kế riêng và xây dựng các dịch vụ đường sắt chạy bằng điện.
Những tiến bộ trong công nghệ metro đã cho phép nhiều dịch vụ tự động mới được triển khai. Nhiều giải pháp kết hợp cũng đã được sinh ra, ví dụ như tram-train (kết hợp giữa xe điện mặt đất và tàu hỏa) và tiền metro, sở hữu một số đặc điểm của các hệ thống metro. Một số thành phố đã chọn xây dựng các hệ thống xe điện mặt đất vì những lý do liên quan đến chi phí, kỹ thuật và địa hình, nhất là ở những thành phố tại Úc, nơi có mật độ dân số thấp và những khu ngoại ô thường mở rộng không kiểm soát. Kể từ thập niên 1970, tính khả thi của những hệ thống tàu điện ngầm tại các thành phố ở Úc, cụ thể là Sydney và Melbourne, đã được tái cân nhắc và đề xuất như một giải pháp cho vấn đề mật độ dân số quá cao. Melbourne bắt đầu xây dựng các đường hầm và nhà ga vào thập niên 1970 và mở cửa vào năm 1980. Tuyến đầu tiên của hệ thống Sydney Metro được khai trương vào năm 2019.
Kể từ những năm 1960, nhiều hệ thống mới đã được đưa vào sử dụng tại châu Âu, châu Á và Mỹ Latinh. Trong thế kỷ 21, hầu hết các hệ thống và tuyến metro mới đều nằm tại châu Á, trong đó Trung Quốc đã trở thành nước đứng đầu thế giới về mở rộng metro, đồng thời vận hành nhiều hệ thống thuộc hàng lớn nhất và bận rộn nhất. Gần 60 thành phố tại Trung Quốc đã, đang và dự định sẽ xây dựng các hệ thống metro.

## Vận hành

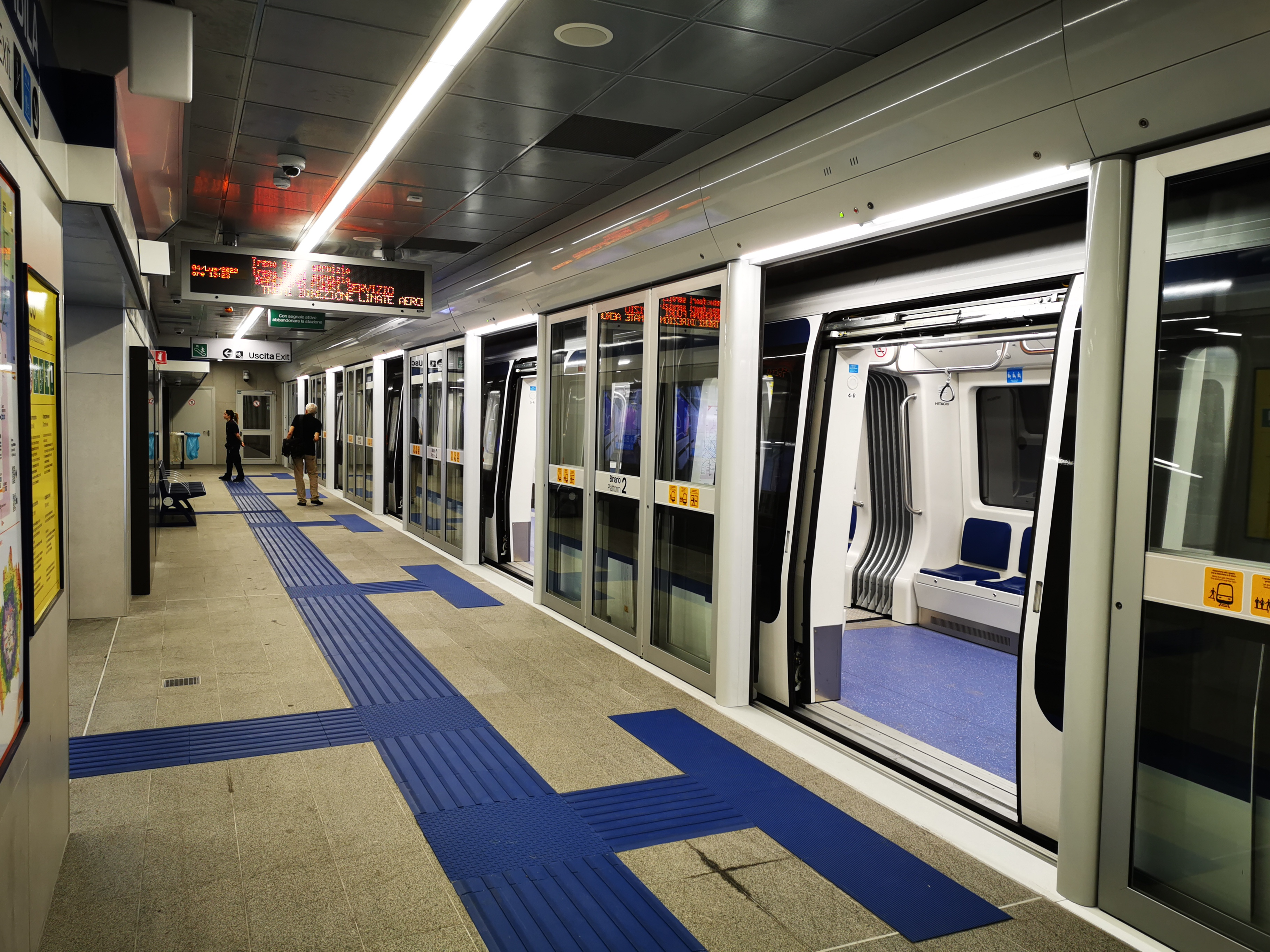
Milan Metro là hệ thống metro lớn nhất tại Ý tính theo cả chiều dài tuyến, số lượng nhà ga và lượng hành khách; đồng thời cũng là hệ thống dài thứ 5 trong Liên minh châu Âu và thứ 8 của châu Âu.

Metro được sử dụng tại các thành phố, đô thị và vùng đô thị để chuyên chở số lượng lớn hành khách, thường là sử dụng cho mục đích di chuyển quãng đường ngắn, với tần suất chạy tàu lớn. Quy mô của hệ thống metro có sự khác biệt lớn giữa các thành phố, tuân theo những chiến lược quy hoạch giao thông khác nhau.
Một số hệ thống chỉ mở rộng trong phạm vi bên trong khu vực nội thành, hoặc ra tới rìa phía trong của khu vực ngoại ô với những đoàn tàu thường xuyên dừng đón trả khách tại các nhà ga. Khu vực ngoại ô phía ngoài có thể được tiếp cận bằng một mạng lưới đường sắt ngoại ô riêng biệt, nơi mà các nhà ga được phân bố xa nhau hơn, cho phép tàu chạy với tốc độ cao hơn. Trong một số trường hợp, sự khác biệt giữa hệ thống đường sắt trong đô thị và ngoại ô không còn được thể hiện rõ ràng.
Các hệ thống metro có thể được bổ sung bằng những loại hình khác như xe điện bánh hơi, xe buýt thông thường, xe điện mặt đất hay đường sắt ngoại ô. Việc kết hợp các phương thức vận chuyển nhằm bù đắp một số hạn chế của metro như số lượng điểm dừng giới hạn và khoảng cách đi bộ dài giữa các điểm tiếp cận nhà ga. Một số hệ thống buýt hoặc xe điện mặt đất trung chuyển hành khách tới các điểm dừng metro.

### Tuyến đường

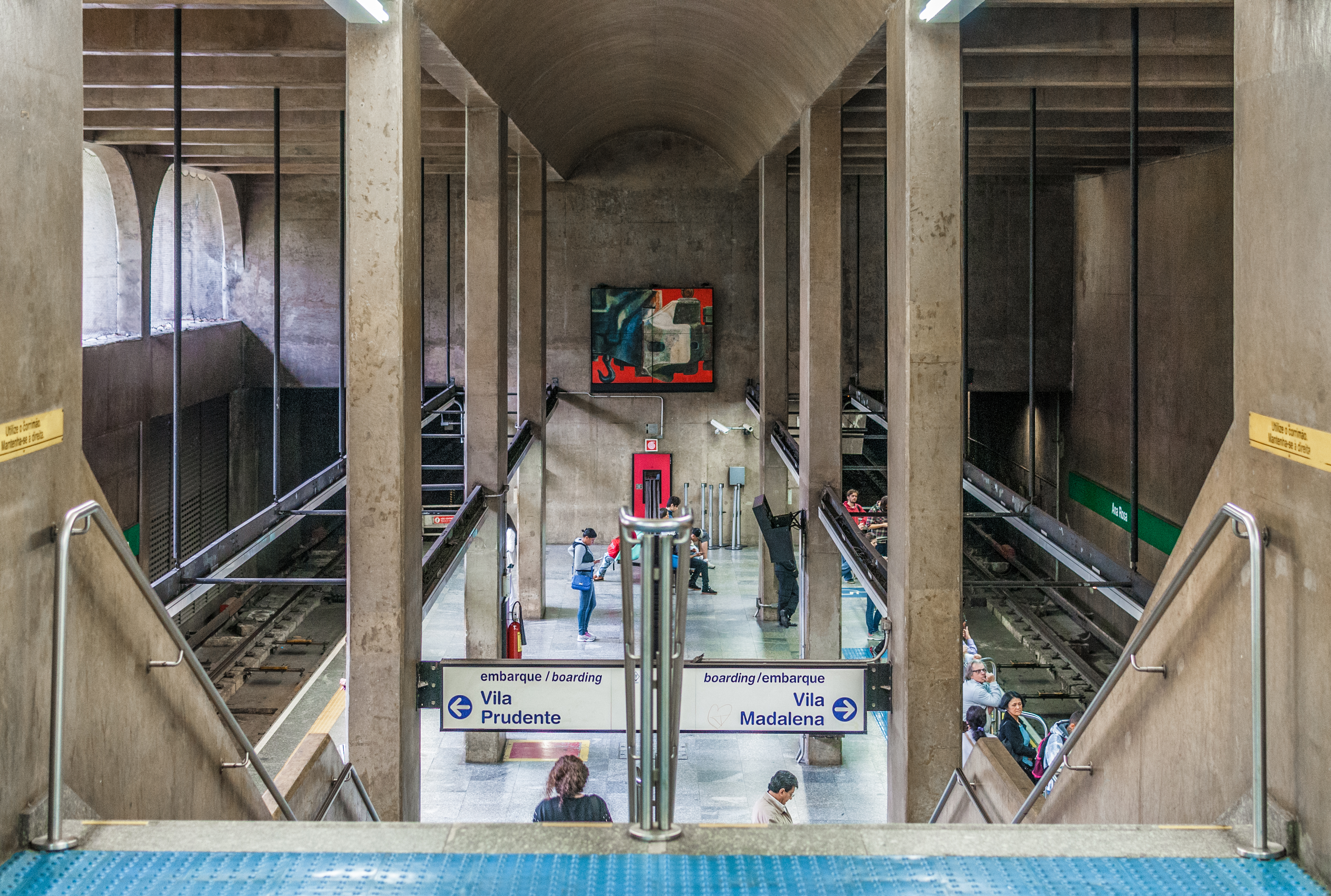
Ga Ana Rosa thuộc tuyến số 2 của hệ thống São Paulo Metro

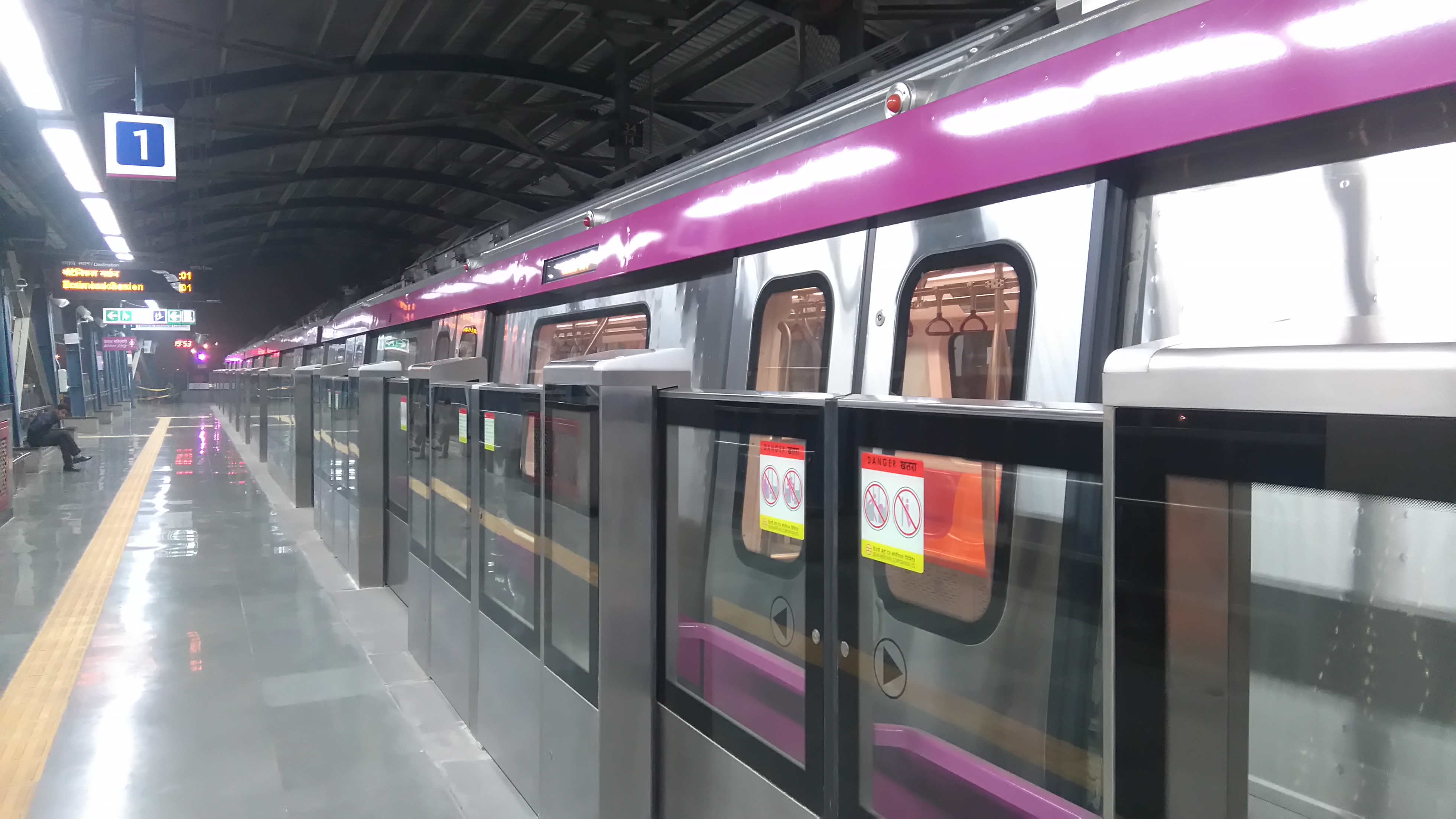
Các toa tàu của Delhi Metro được sơn màu để biểu thị các tuyến dịch vụ khác nhau.

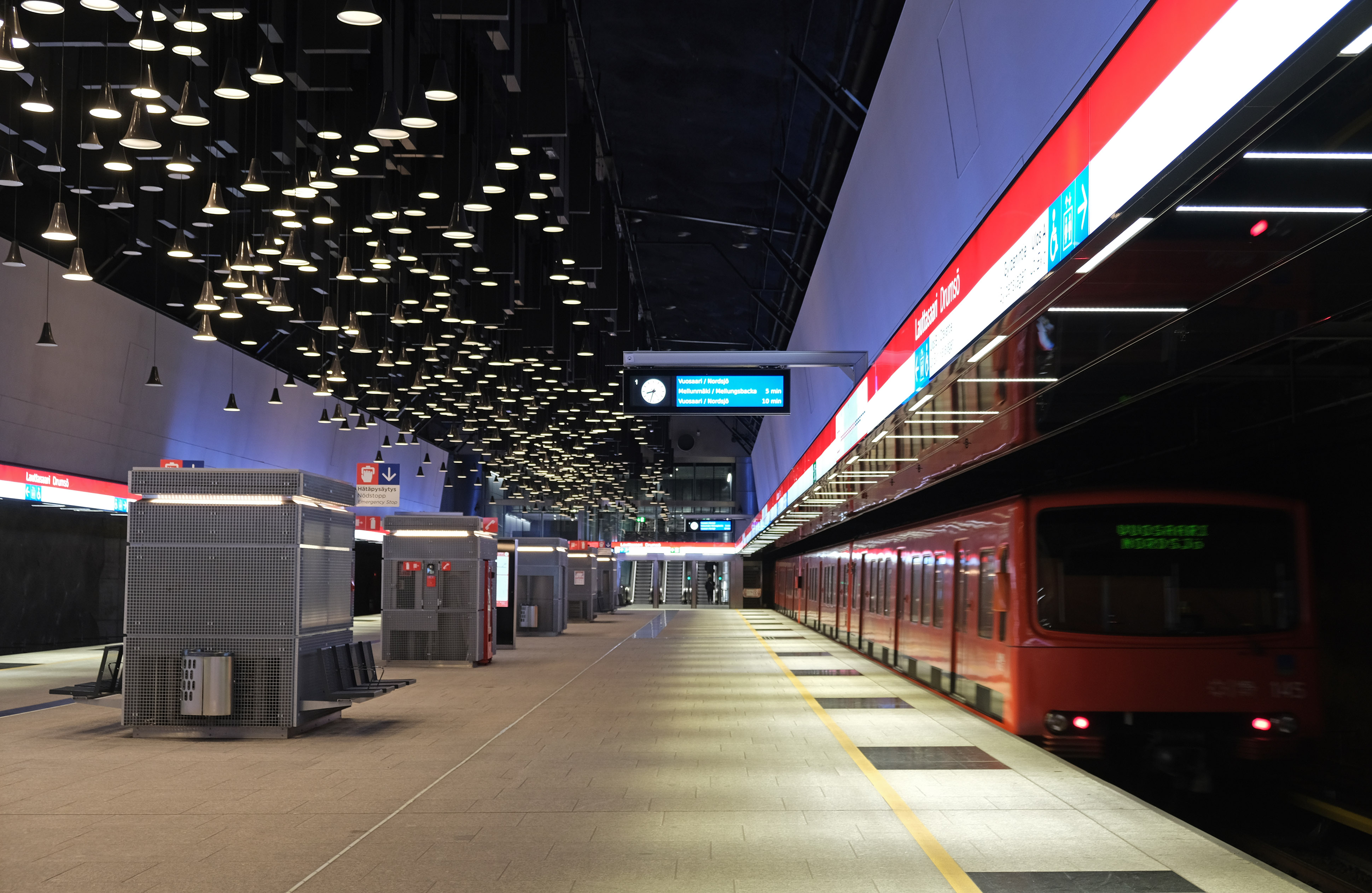
Helsinki Metro là hệ thống metro nằm xa nhất thế giới về phía bắc.

Mỗi hệ thống metro bao gồm một hoặc nhiều tuyến. Mỗi tuyến được phục vụ bởi ít nhất một lộ trình cụ thể với các đoàn tàu dừng tại một số hoặc tất cả các ga trên tuyến. Hầu hết hệ thống đều vận hành nhiều tuyến, được phân biệt bằng màu sắc, tên gọi, số hiệu, hoặc kết hợp nhiều phương thức trên. Một số tuyến có thể dùng chung đường ray với nhau ở một phần lộ trình của mình, hoặc hoạt động trên phần đường riêng biệt. Thông thường, một tuyến khi chạy qua trung tâm thành phố sẽ phân ra làm hai hay nhiều nhánh ở khu vực ngoại ô, cho phép tần suất phục vụ cao hơn ở trung tâm. Cách sắp xếp này được sử dụng trong nhiều hệ thống, như Copenhagen Metro, Milan Metro, Tàu điện ngầm Oslo, Istanbul Metro và Tàu điện ngầm Thành phố New York.
Ngoài ra, ở trung tâm thành phố có thể có một nhà ga trung tâm lớn (thường dùng chung với ga đường sắt trung tâm chính), hoặc nhiều điểm trung chuyển giữa các tuyến, ví dụ như tại Metro Praha. Tàu điện ngầm London và Métro Paris là những hệ thống được xây dựng dày đặc với một ma trận các tuyến đường giao cắt nhau khắp thành phố. Hệ thống Chicago 'L' thiết kế hầu hết các tuyến giao nhau tại The Loop, khu vực trung tâm kinh doanh, tài chính và văn hóa chính của thành phố. Một số hệ thống có tuyến vòng tròn/vành đai đi vòng quanh trung tâm thành phố và kết nối với các tuyến hướng tâm khác, ví dụ như Tuyến Koltsevaya của Moskva Metro và Tuyến 10 của Tàu điện ngầm Bắc Kinh.
Công suất của một tuyến được tính bắng cách nhân sức chứa của toa xe với độ dài của đoàn tàu và tần suất phục vụ. Các đoàn tàu metro "nặng" có thể có từ 6 đến 12 toa, trong khi những hệ thống nhẹ hơn có thể dùng đoàn tàu chỉ có 4 toa hoặc ít hơn. Các toa có sức chứa từ 100 đến 150 hành khách, tùy thuộc vào tỷ số giữa lượng hành khách ngồi và đứng – nhiều chỗ đứng hơn sẽ dẫn tới sức chứa lớn hơn. Khoảng thời gian tối thiểu giữa các chuyến tàu metro sẽ ngắn hơn so với đường sắt tuyến chính nhờ việc sử dụng hệ thống điều khiển tàu dựa trên liên lạc: thời gian tối thiểu giữa các chuyến có thể chỉ còn 90 giây, nhưng nhiều hệ thống thường áp dụng khoảng thời gian 120 giây để cho phép phục hồi sau các sự cố trì hoãn. Các tuyến thông thường có thể chuyên chở 1.200 hành khách mỗi chuyến, tương đương với 36.000 hành khách/giờ/hướng. Tuy nhiên, nhiều nơi tại khu vực Đông Á đã đạt được công suất cao hơn nhiều, cụ thể là các tuyến tàu đô thị của MTR Corporation tại Hồng Kông có thể chở từ 75.000 tới 85.000 người/giờ.

#### Cấu trúc mạng lưới
Cấu trúc tô pô của mạng lưới metro được quyết định bởi nhiều yếu tố, bao gồm rào cản địa lý, thói quan di chuyển hiện tại hoặc dự kiến trong tương lai, chi phí xây dựng, các ràng buộc về chính trị và lịch sử. Một hệ thống metro được quy hoạch phục vụ cho một khu vực nhất định bằng các tuyến; hình dạng mỗi tuyến có thể so sánh với hình các chữ cái như "I", "L", "U", "S" hay "O". Rào cản về địa lý có thể tạo ra những vị trí mà các tuyến metro phải hội tụ với nhau (ví dụ như để vượt qua một vùng nước nào đó); đây là những nơi có thể gây tắc nghẽn nhưng cũng đem lại cơ hội để trở thành điểm trung chuyển hành khách giữa các tuyến.
Các tuyến vành đai cung cấp độ bao phủ dịch vụ tốt, cho phép hành khách kết nối với các tuyến xuyên tâm và phục vụ những lộ trình đi theo kiểu tiếp tuyến ở rìa ngoài mà không cần phải tiến vào phần lõi trung tâm đông đúc của hệ thống. Một mạng lưới có hình dạng kẻ ô có thể cung cấp nhiều lộ trình khác nhau cho hành khách, trong khi vẫn duy trì được tốc độ và tần suất phục vụ hợp lý. Nghiên cứu trên 15 hệ thống metro lớn nhất thế giới cho thấy các hệ thống này có thể quy về một hình dạng chung, bao gồm phần lõi dày đặc và các tuyến nhánh tỏa ra từ nó.

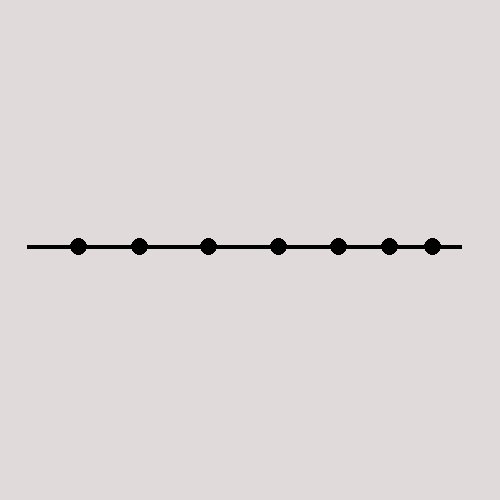
Đường thẳng, v.d. Almaty, Baltimore, Cleveland, Dhaka, Gwangju, Hà Nội, Hiroshima, Honolulu, İzmir, Jakarta, Kazan, Lima, Maracaibo, Navi Mumbai, Quito, Sydney, Valencia (Venezuela), Yekaterinburg
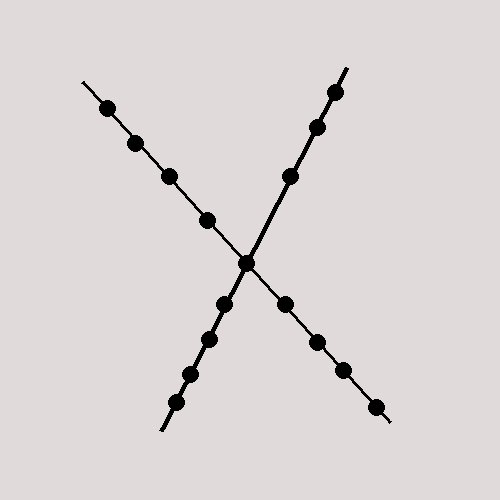
Hình chữ thập, v.d. Ahmedabad, Atlanta, Bangalore, Hohhot, Incheon, Cao Hùng, Kyōto, Lạc Dương, Nagpur, Thành phố Panama, Philadelphia (SEPTA), Pune, Bình Nhưỡng, Rotterdam, Santo Domingo, Sendai, Warzawa.
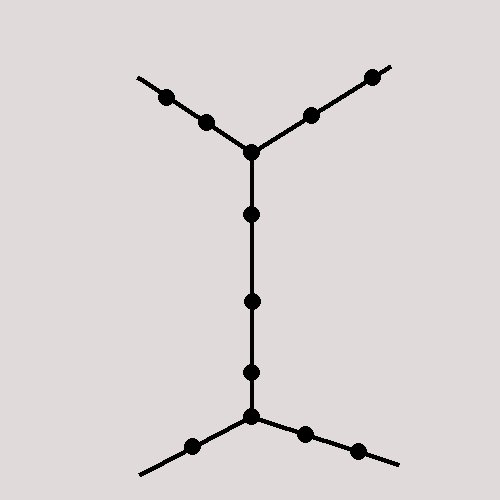
Hình chữ X, v.d. Algiers, Recife, Amsterdam, Bilbao, Brasillia, Bruxelles, Helsinki, Rio de Janeiro, Miami, Nizhny Novgorod, Khu vực Vịnh San Francisco, Stockholm, Thessaloniki, Yokohama
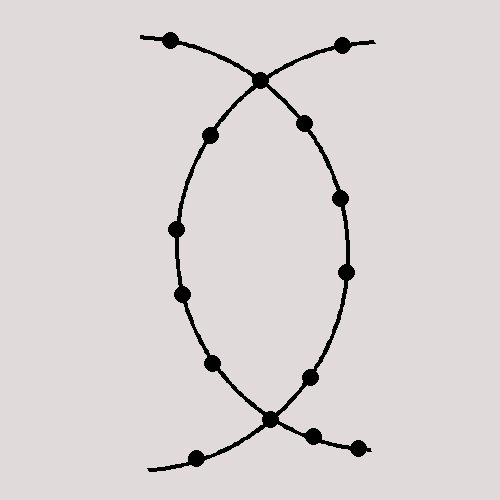
Hai đường bắt chéo nhau (hình bong bóng cá), v.d. Chennai, Dubai, Kobe, Lille, Marseille, Monterrey, Montreal, Nam Xương, Nuremberg, Rotterdam, Toronto
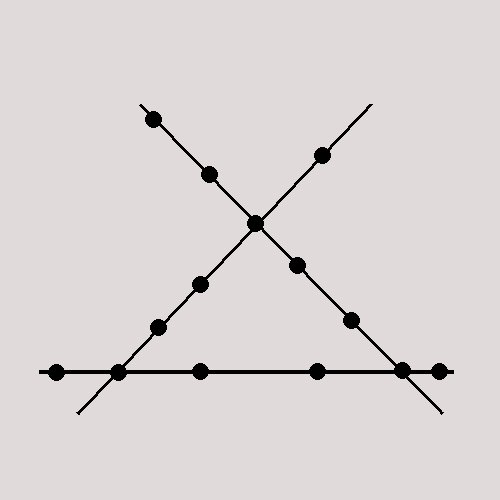
Cát tuyến, v.d. Athens, Budapest, Busan, Cairo, Guadalajara, Kharkiv, Kyiv, Hyderabad, Lisboa, Milano, München, Philadelphia (bao gồm PATCO), Praha, Roma, São Paulo, Tashkent
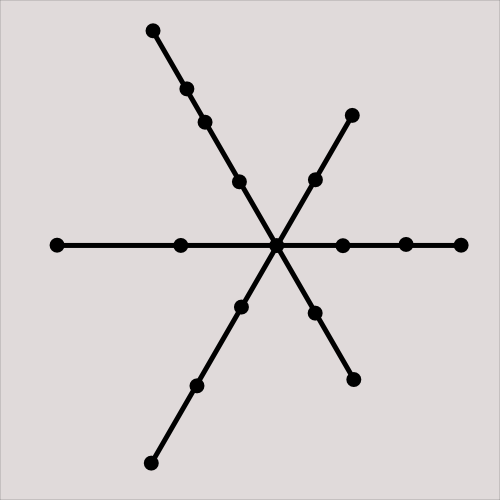
Xuyên tâm, v.d. Boston, Budapest, Buenos Aires, Chicago, Daegu, Doha, Los Angeles, Sapporo, Washington DC
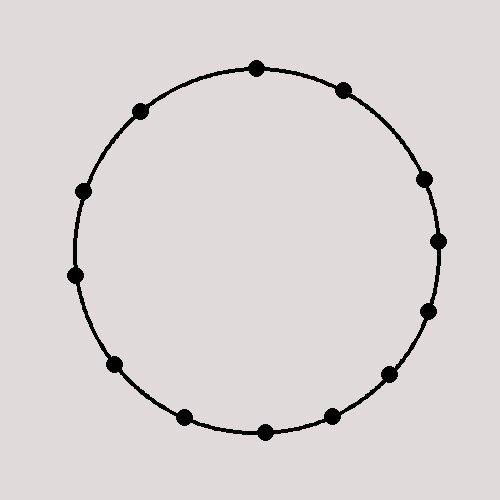
Vòng tròn, v.d. Detroit, Glasgow
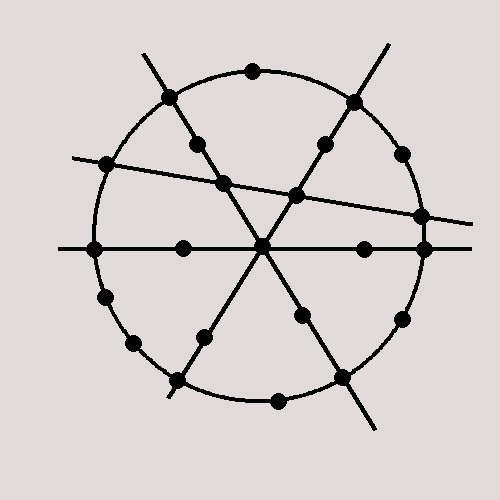
Vòng tròn-xuyên tâm, v.d. Bangkok, Bắc Kinh, Bucharest, Thành Đô, Trùng Khánh, Copenhagen, Delhi, Hamburg, London, Madrid, Moskva, Nagoya, Paris,  Seoul, Thượng Hải, Singapore, Thành phố Hồ Chí Minh, Tokyo, Trịnh Châu
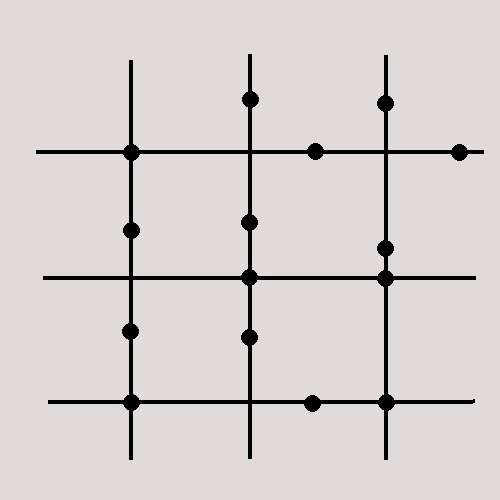
Hình kẻ ô phức tạp, v.d. Barcelona, Berlin, Quảng Châu, Hàng Châu, Hồng Kông, Thành phố México, Milano, Mumbai, Nam Kinh, Thành phố New York, Osaka, Santiago, Thâm Quyến, Đài Bắc, Tehran, Thiên Tân, Viên, Vũ Hán
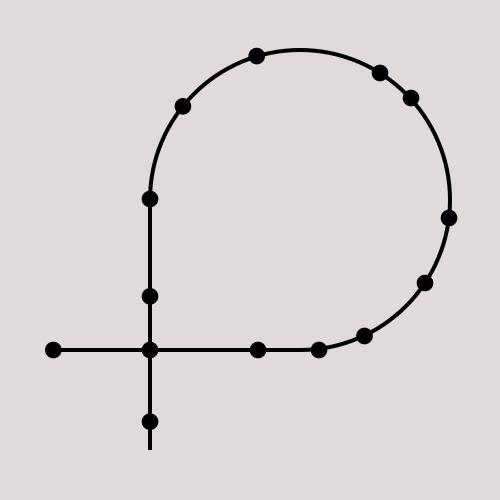
Hình vòng mở rộng, v.d. Trường Xuân, Napoli, Newcastle, Sofia

### Thông tin hành khách

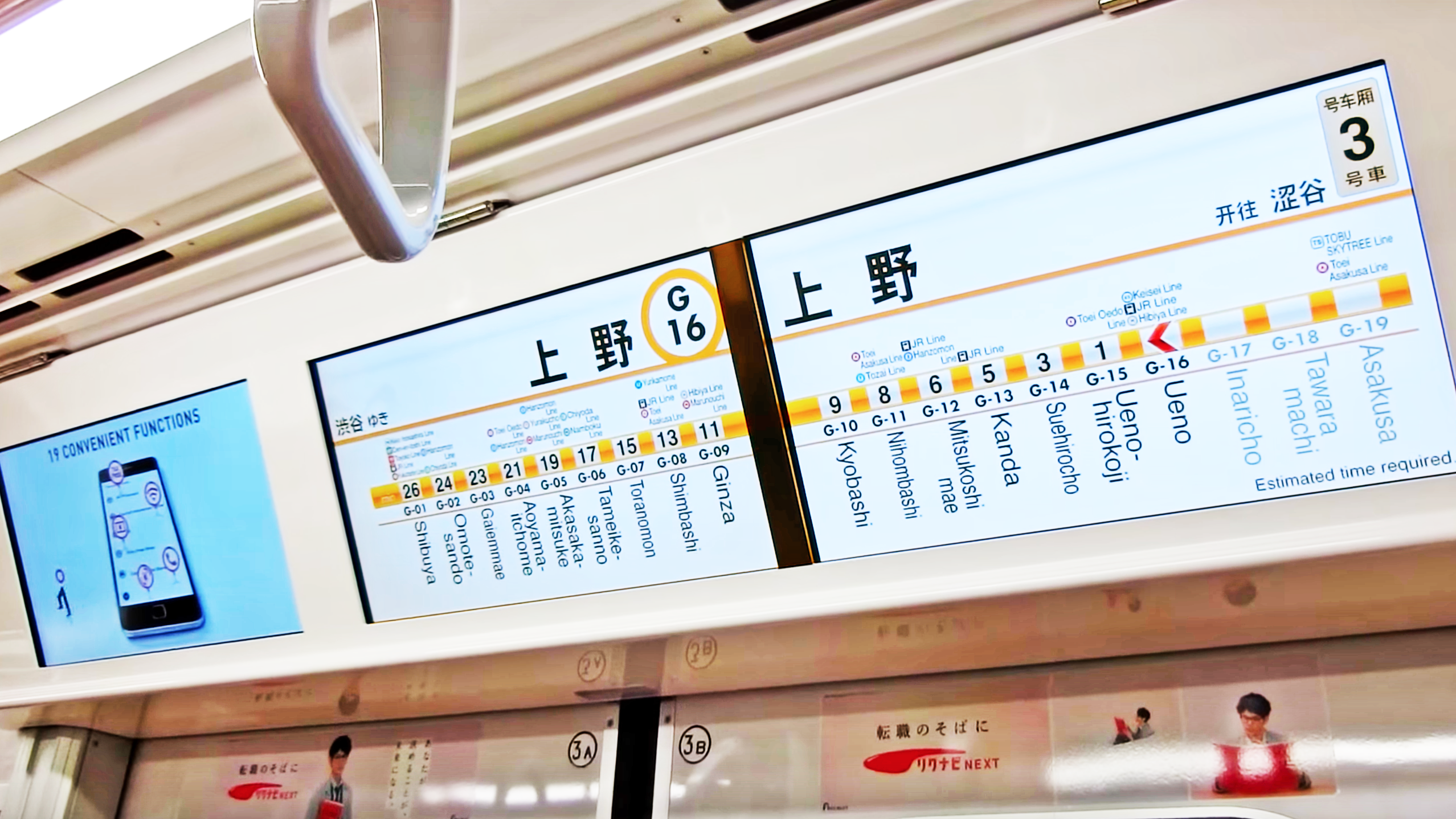
Tokyo Metro sử dụng màn hình LCD lớn để hiển thị thông tin về vị trí hiện tại, các điểm dừng tiếp theo, và thông tin quảng cáo bằng nhiều ngôn ngữ (tiếng Nhật, tiếng Anh, tiếng Trung giản thể và tiếng Hàn).

Các đơn vị vận hành metro thường đẩy mạnh xây dựng nhãn hiệu cho hệ thống của mình, tập trung vào khả năng dễ dàng nhận diện – cho phép hành khách nhanh chóng phát hiện dịch vụ kể cả khi các thành phố lớn có rất nhiều loại biển báo – kết hợp với mong muốn thể hiện tốc độ, sự an toàn của hệ thống và quyền hạn của đơn vị. Ở nhiều thành phố, toàn bộ cơ quan quản lý giao thông công cộng chỉ có một bộ nhận diện thương hiệu duy nhất, nhưng hệ thống metro vẫn sử dụng biểu trưng riêng sao cho phù hợp.

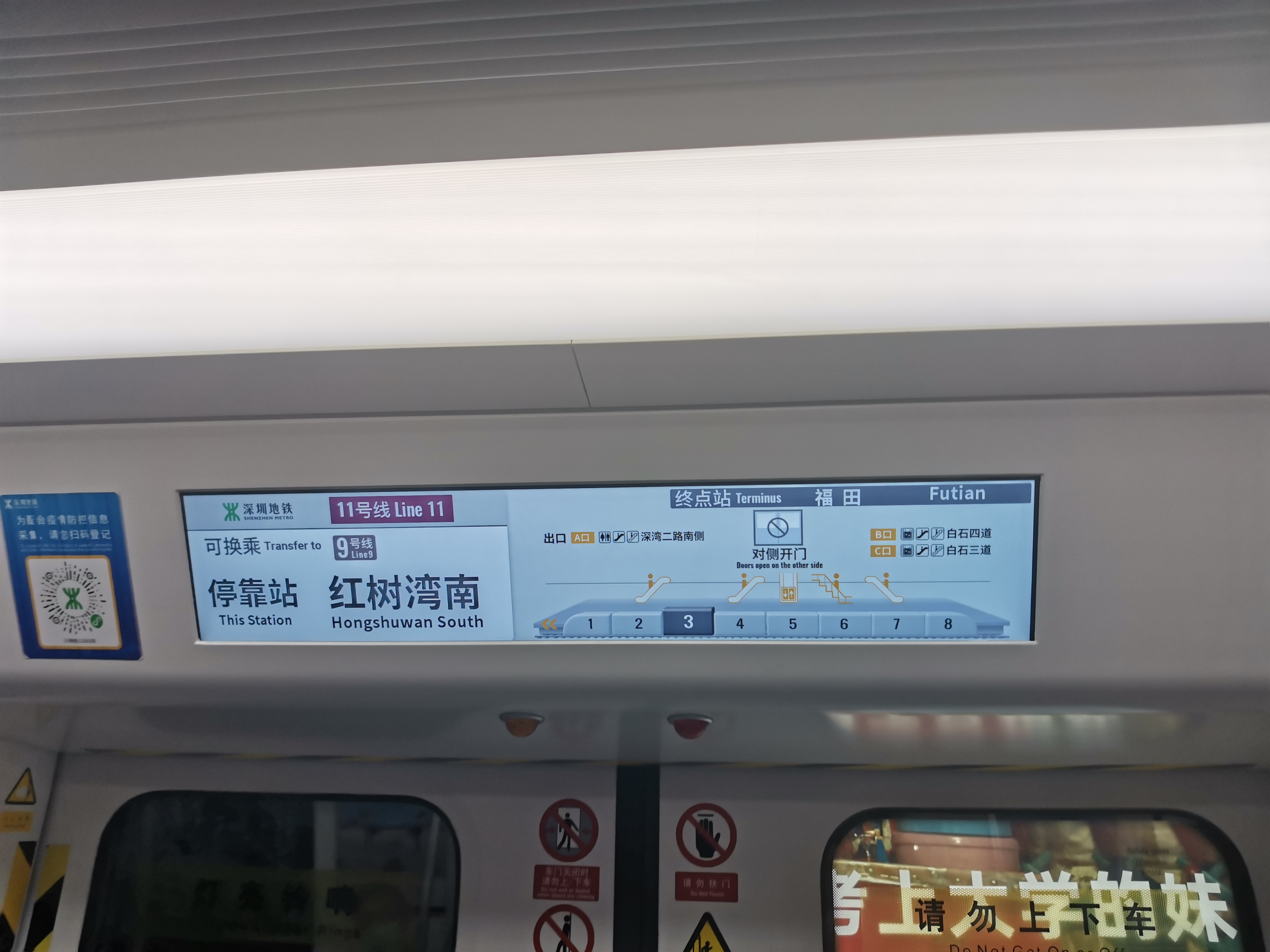
Hệ thống Tàu điện ngầm Thâm Quyến sử dụng màn hình LCD kích thước lớn để hiện thông tin về vị trí hiện tại, các điểm dừng tiếp theo và sơ đồ ga sắp đến.

Bản đồ giao thông công cộng (tiếng Anh: transit map) là một loại bản đồ tô pô hoặc sơ đồ dùng để thể hiện các tuyến đường và nhà ga trong hệ thống giao thông công cộng. Những thành phần chính bao gồm các đường mang màu sắc khác nhau biểu thị cho mỗi tuyến hoặc dịch vụ, cùng với các biểu tượng và tên gọi để biểu thị các nhà ga. Bản đồ có thể chỉ hiển thị hệ thống metro hoặc có thể kèm theo cả những loại hình giao thông công cộng khác. Chúng có thể được tìm thấy trên các phương tiện vận chuyển, trên ke ga, xung quanh nhà ga, hoặc cùng với bản in thời gian biểu chạy tàu. Bản đồ giúp hành khách hiểu về tính liên kết giữa các phần khác nhau trong hệ thống; ví dụ, chúng biểu thị các ga trung chuyển nơi hành khách có thể chuyển giữa các tuyến. Khác với bản đồ thường, bản đồ giao thông công cộng thường không chính xác về mặt địa lý, nhưng nhấn mạng vào các kết nối tô pô giữa những nhà ga. Cách trình bày có thể sử dụng các đường thẳng và góc cố định, và thường có khoảng cách tối thiểu cố định giữa các ga, nhằm đơn giản hóa hình dạng của mạng lưới vận tải công cộng. Thông thường điều này dẫn tới việc khoảng cách giữa các ga ở phía ngoài hệ thống bị thu hẹp lại, còn các ga gần trung tâm lại tách xa nhau.
Một số hệ thống chỉ định các mã định danh bằng chữ và số cho mỗi nhà ga để giúp hành khách nhận diện; mã định danh này thể hiện ngắn gọn các thông tin về tuyến đường của ga và vị trí của ga trên tuyến. Ví dụ với hệ thống MRT tại Singapore, ga MRT Sân bay Changi có mã định danh là CG2, cho thấy đây là nhà ga thứ 2 thuộc nhánh Sân bay Changi của Tuyến Đông Tây. Các nhà ga trung chuyển sẽ có ít nhất hai mã định danh; ví dụ như ga MRT Raffles Place có hai mã là NS26 và EW14, cho thấy đây là ga thứ 26 của tuyến Bắc Nam (North South Line) và là ga thứ 14 của Tuyến Đông Tây (East West Line).
Hệ thống Tàu điện ngầm Seoul là một ví dụ khác của việc sử dụng mã định danh cho các nhà ga. Khác với MRT của Singapore, các mã này chủ yếu sử dụng số. Ví dụ, ga Sinyongsan được đặt mã nhà ga là 429. Chữ số đầu tiên cho thấy đây là nhà ga thuộc Tuyến 4. Hai chữ số còn lại là số của ga trên tuyến đó. Các ga trung chuyển có thể có nhiều mã. Ví dụ như ga Tòa thị chính là nơi trung chuyển của Tuyến 1 và Tuyến 2. Do đó nhà ga này lần lượt có các mã là 132 và 201. Tuyến 2 là một tuyến vòng tròn và điểm dừng đầu tiên là Tòa thị chính, do đó, nhà ga này có mã là 201. Với các tuyến không có số như tuyến Bundang, các nhà ga sẽ dùng mã có cả chữ và số. Các tuyến không có số được KORAIL vận hành sẽ có mã ga bắt đầu bằng chữ 'K'.
Với sự phát triển của Internet và điện thoại di động, các đơn vị vận hành đang tận dụng những công nghệ này để cung cấp thông tin cho người dùng. Ngoài bản đồ và thời gian biểu trực tuyến, một số đơn vị vận hành còn cung cấp thông tin thời gian thực cho phép hành khách biết khi nào chuyến tàu tiếp theo sẽ tới, và thời gian di chuyển dự kiến. Chuẩn định dạng dữ liệu GTFS dành cho thông tin giao thông công cộng cho phép nhiều nhà phát triển phần mềm bên thứ ba sản xuất các trang web và ứng dụng di động nhằm cung cấp thông tin cập nhật được tùy chỉnh cho hành khách về các tuyến metro và nhà ga.
Hệ thống Metro Thành phố México sử dụng các biểu trưng bằng hình ảnh cho mỗi ga. Ban đầu được triển khai với mong muốn giúp bản đồ mạng lưới "dễ đọc hơn" với người không biết chữ, cách làm này nay đã trở thành một "biểu tượng" của hệ thống.

### An toàn và an ninh

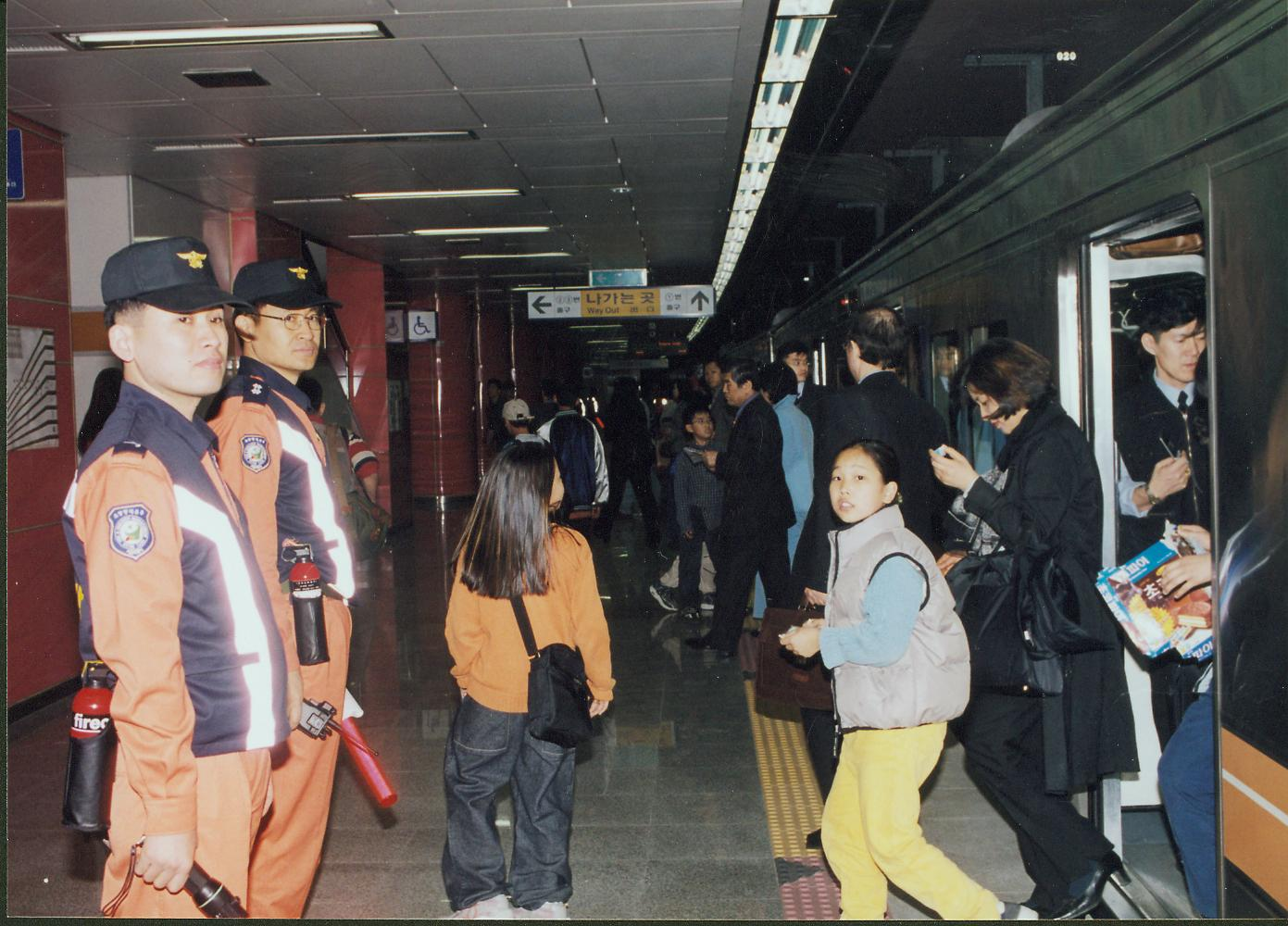
Nhân viên Sở Cứu hỏa Seoul tham gia diễn tập phòng cháy chữa cháy trên Tuyến tàu điện ngầm số 6 vào tháng 3 năm 2001

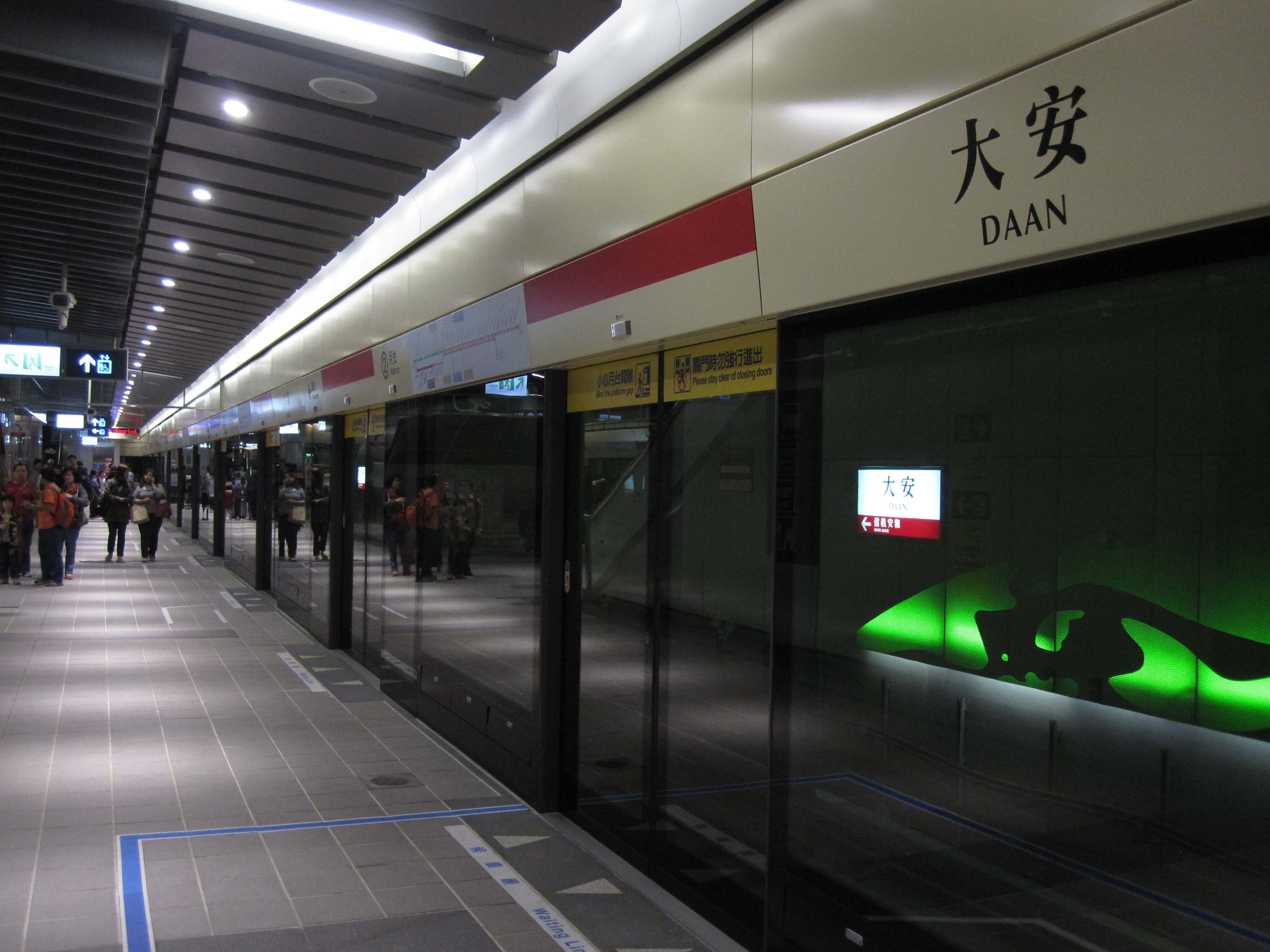
Cửa chắn sân ga dùng để đảm bảo an toàn tại Ga Đại An trên Tuyến Đỏ (Đạm Thủy-Tín Nghĩa), Đường sắt đô thị Đài Bắc, Đài Loan.

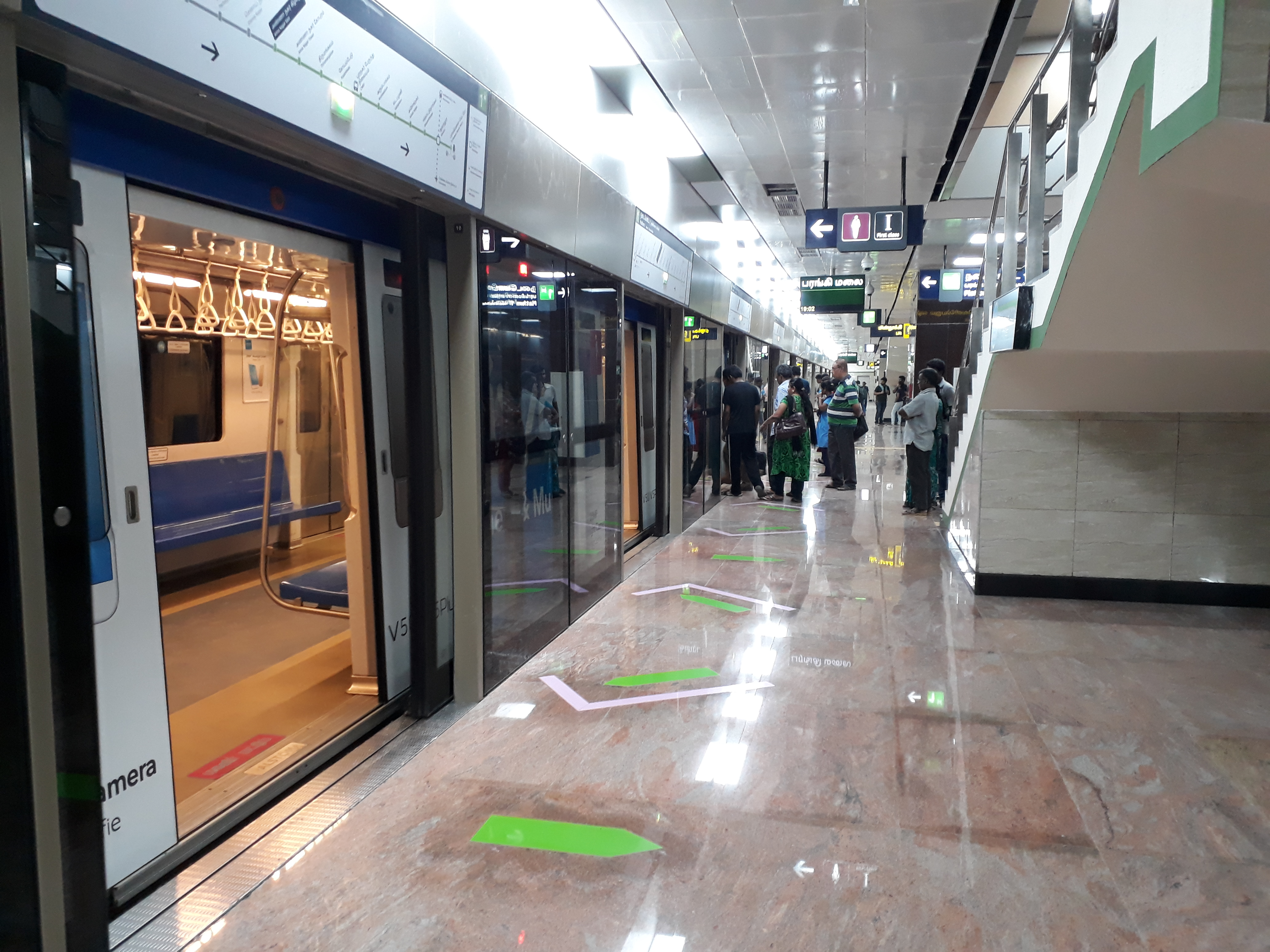
Cửa chắn sân ga kín được lắp đặt tại một nhà ga ngầm thuộc hệ thống Chennai Metro

So với các loại hình vận tải khác, metro có lịch sử an toàn tốt và ít xảy ra tai nạn. Các hình thức vận tải bằng đường sắt chịu sự quản lý an toàn nghiêm ngặt, trong đó có những yêu cầu về quy trình vận hành và bảo dưỡng để giảm thiểu rủi ro. Những vụ va chạm trực diện hiếm khi xảy ra nhờ việc sử dụng đường đôi, đồng thời tốc độ vận hành thấp cũng làm giảm số lượng cũng như tính chất nghiêm trọng của các vụ va chạm từ phía sau hay trật bánh. Cháy là mối nguy hiểm tiềm tàng hơn đối với các hệ thống tàu điện ngầm, ví dụ như vụ cháy King's Cross tại London vào tháng 11 năm 1987 khiến 31 người thiệt mạng. Các hệ thống metro thường được xây dựng sao cho công tác sơ tán đoàn tàu có thể diễn ra tại nhiều vị trí trong hệ thống.
Ke ga cao, thường ở mức trên 1 mét / 3 feet, cũng là một yếu tố gây nguy hiểm, khi mà hành khách bị rơi xuống đường ray có thể gặp khó khăn trong việc trèo lên. Cửa chắn ke ga được sử dụng ở một số hệ thống để loại bỏ mối nguy này.
Cơ sở vật chất metro là những không gian công cộng và có thể xảy ra những vấn đề an ninh: một số tội phạm nhẹ như móc túi và trộm hành lý, cùng với những tội phạm bạo lực nghiêm trọng hơn, cũng như các hành vi tấn công tình dục trên những chuyến tàu và sân ga đông đúc. Các biện pháp an ninh bao gồm giám sát bằng hình ảnh hoặc bố trí các nhân sự như nhân viên bảo vệ và trưởng tàu. Ở một số quốc gia, một lực lượng cảnh sát giao thông công cộng đặc biệt có thể được thiết lập. Những biện pháp an ninh trên thường được tích hợp với các biện pháp bảo vệ doanh thu bằng cách kiểm tra và đảm bảo những người không trả tiền sẽ không được sử dụng dịch vụ.
Một số hệ thống metro, ví dụ như Tàu điện ngầm Bắc Kinh, được tổ chức Worldwide Rapid Transit Data xếp hạng là "Mạng lưới giao thông công cộng nhanh an toàn nhất thế giới" năm 2015, áp dụng các điểm kiểm tra an ninh giống như sân bay tại mọi nhà ga. Các hệ thống metro đã từng trở thành mục tiêu của những vụ tấn công khủng bố gây nhiều thương vong, ví dụ như vụ tấn công bằng khí sarin trên tàu điện ngầm Tokyo vào năm 1995 và vụ đánh bom khủng bố "7/7" trên Tàu điện ngầm London vào năm 2005.

### Tiện ích bổ sung

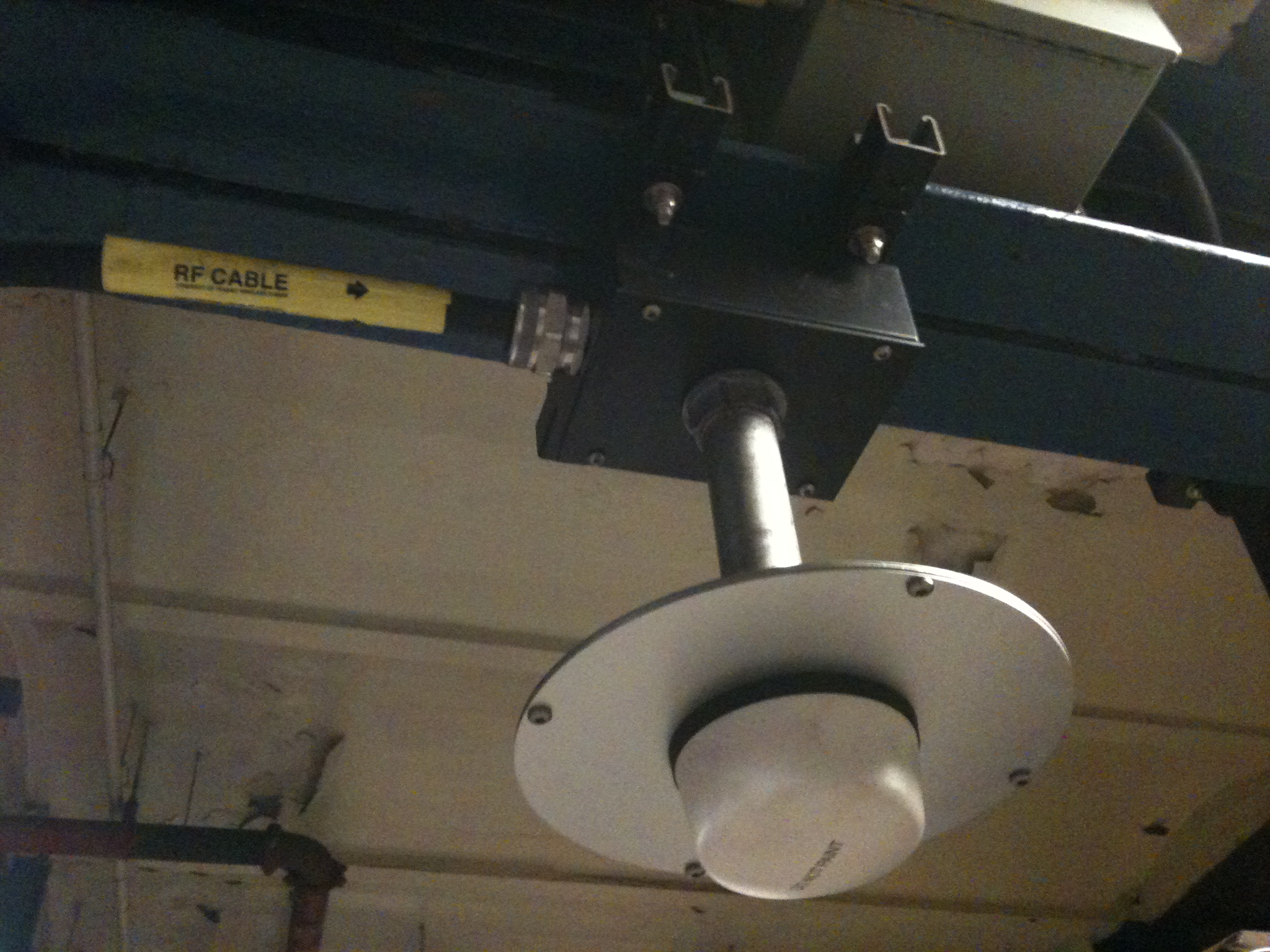
Ăngten DAS, ví dụ như chiếc trong hình do Transit Wireless lắp đặt tại một nhà ga Tàu điện ngầm Thành phố New York, thường được sử dụng để cung cấp sóng di động tại các nhà ga metro.

Một số đoàn tàu metro có những tiện ích bổ sung như ổ cắm điện, sóng điện thoại di động – thường thông qua việc sử dụng cáp dẫn rò (leaky feeder) trong đường hầm và ăngten DAS trong các ga – và kết nối Wi-Fi. Hệ thống metro đầu tiên trên thế giới cho phép thu sóng điện thoại di động hoàn chỉnh trong các nhà ga ngầm và đường hầm là MRT của Singapore; thành phố đã ra mắt mạng di động ngầm đầu tiên sử dụng chuẩn AMPS vào năm 1989. Nhiều hệ thống metro, như MTR của Hồng Kông và U-Bahn của Berlin, cung cấp kết nối dữ liệu di động trong các đường hầm dành cho nhiều nhà cung cấp mạng khác nhau.

## Cơ sở vật chất

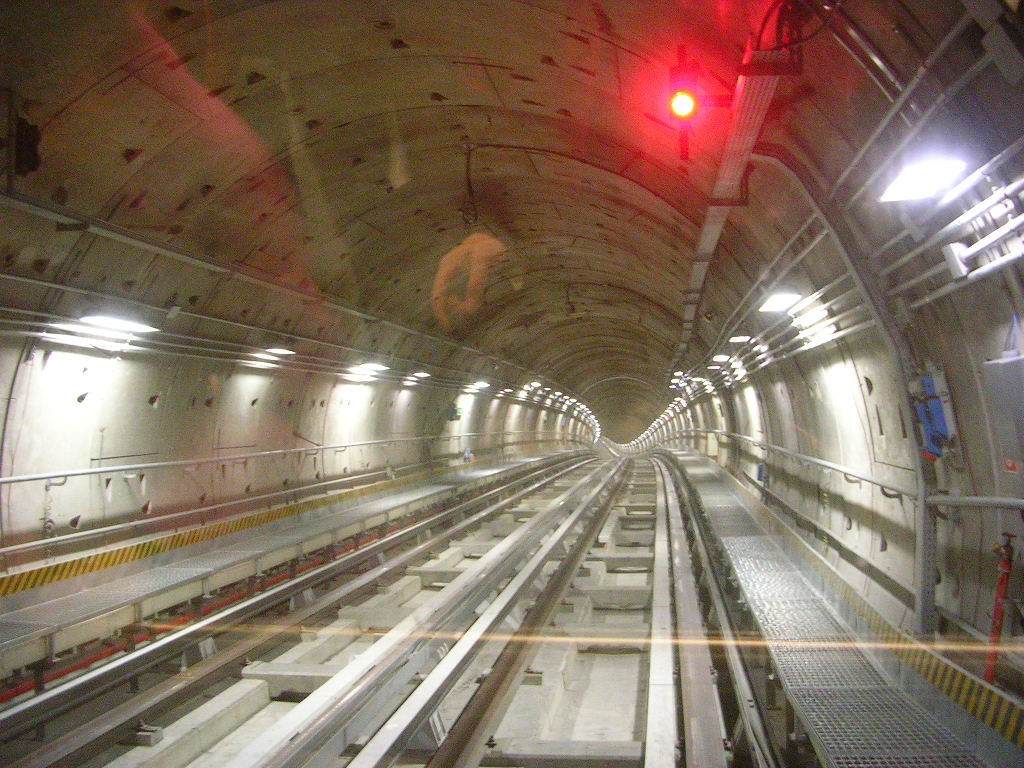
Bên trong một đường hầm của Turin Metro; trong hình có thể thấy rõ các tấm vỏ hầm được máy đào hầm lắp đặt.

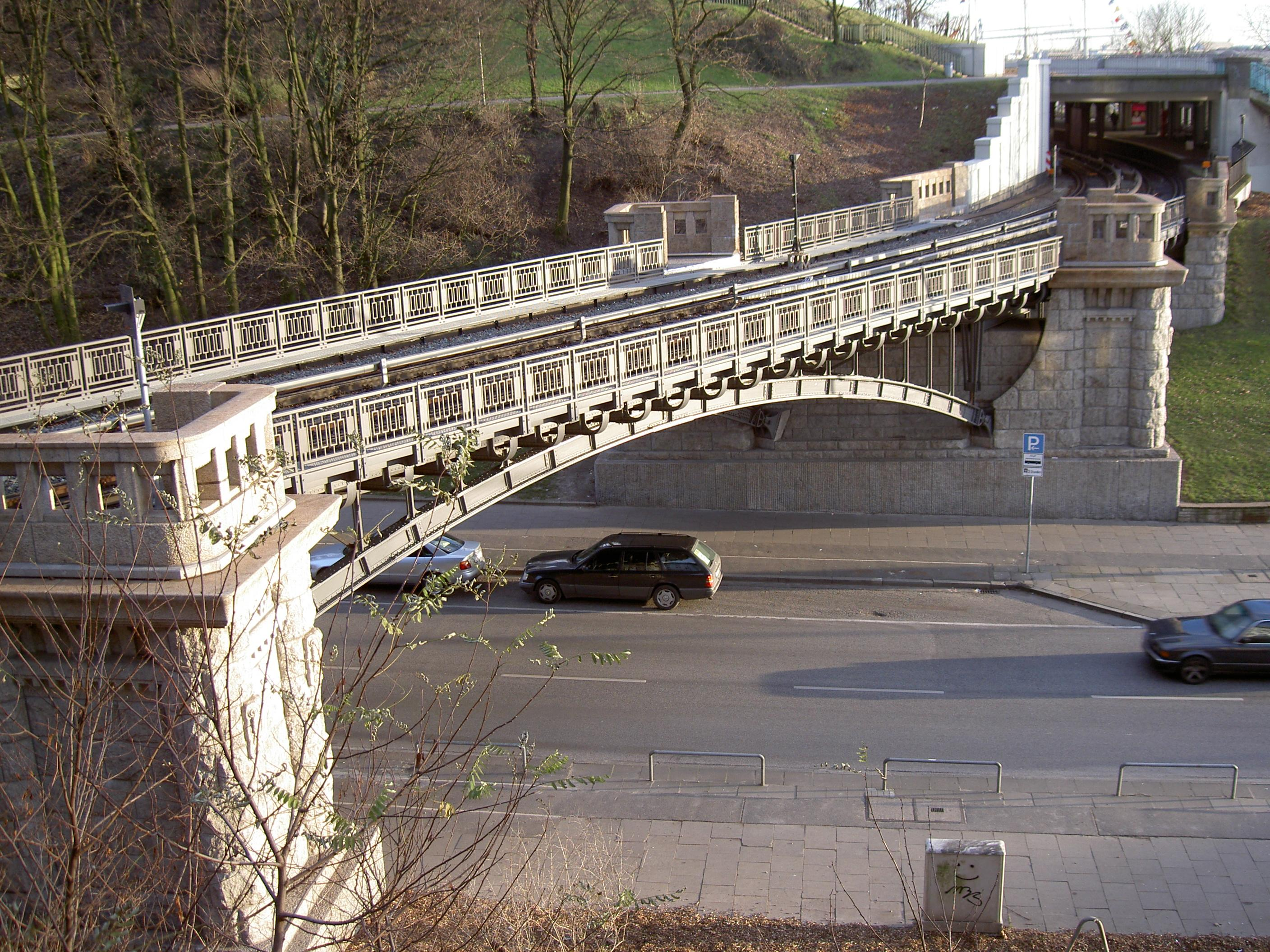
Ga Landungsbrücken tại Hamburg là một trong những nơi thiết kế nhà ga U-Bahn (tàu điện ngầm) nằm trên mặt đất còn ga S-Bahn (tàu ngoại ô) nằm ở tầng dưới.

Công nghệ sử dụng bởi các tuyến metro đã trải qua nhiều thay đổi đáng kể kể từ khi hệ thống Metropolitan Railway được khai trương tại London vào năm 1863.
Các tuyến monorail với đoàn tàu lớn hơn và dài hơn có thể được phân loại là metro. Những hệ thống monorail như vậy gần đây đã bắt đầu xuất hiện tại Trùng Khánh và São Paulo. Metro nhẹ là một loại hình con của metro với tốc độ và thiết kế phân mức giống như một hệ thống "metro hoàn chỉnh", nhưng được xây dựng để phục vụ lượng hành khách nhỏ hơn. Nó thường có khổ tải nhỏ hơn và các đoàn tàu nhỏ nhẹ hơn, thường bao gồm từ 2 đến 4 toa. Metro nhẹ thường được sử dụng làm các tuyến nhánh thu gom hành khách cho hệ thống metro chính. Ví dụ như Tuyến Văn Hồ của hệ thống đường sắt đô thị Đài Bắc phục vụ nhiều khu dân cư nằm rải rác, với mục đích thu gom hành khách cho các tuyến metro công suất lớn.
Một số hệ thống được xây dựng từ đầu, trong khi các hệ thống khác lại được nâng cấp hoặc chuyển đổi từ những hệ thống đường sắt hoặc xe điện mặt đất ngoại ô trước đây, có thể bổ sung thêm các đoạn đi ngầm hoặc trên cao trong trung tâm thành phố. Những đoạn metro chạy trên mặt đất với phần đường riêng thường chỉ sử dụng ở bên ngoài khu vực dân cư đông đúc, bởi chúng tạo ra các rào cản vật lý cho giao thông đô thị, gây cản trở dòng di chuyển của người và phương tiện tham gia giao thông, đồng thời cũng chiếm nhiều diện tích mặt đất hơn. Thiết kế kiểu này thường được áp dụng cho các hệ thống mới ở những khu vực dự kiến sẽ được lấp đầy bằng các tòa nhà sau khi tuyến đường đã hoàn thành.

### Đoàn tàu
Hầu hết hệ thống metro sử dụng tàu điện động lực phân tán với chiều dài từ 3 đến hơn 10 toa. Số lượng nhân sự chạy tàu đang giảm dần theo thời gian, khi mà một số hệ thống hiện đại nay đã chạy các đoàn tàu không người lái hoàn toàn. Các hệ thống còn lại tiếp tục được vận hành có người lái, kể cả khi vai trò duy nhất của họ khi trong quy trình vận hành thông thường chỉ là mở và đóng cửa tàu tại các ga. Năng lượng thường được cung cấp bằng một thanh ray thứ ba hoặc đường dây trên cao. Toàn bộ mạng lưới Tàu điện ngầm London sử dụng ray thứ tư để cung cấp điện, trong khi các hệ thống khác dùng động cơ tuyến tính để sinh lực đẩy.
Một số tuyến đường sắt đô thị được xây dựng với khổ tải lớn tương đương với các tuyến đường sắt chính; số khác được thiết kế khổ tải nhỏ hơn và có thể có những đoạn hầm làm giới hạn kích cỡ và hình dạng thân tàu. Một ví dụ nổi bật là hầu hết hệ thống Tàu điện ngầm London phải sử dụng các đoàn tàu hình ống trụ trên các tuyến đi ngầm, khiến nhiều người hay gọi hệ thống này bằng cái tên "tàu ống" (tube train).
Trước đây, các đoàn tàu metro sử dụng quạt trần và cửa sổ đóng mở để cung cấp không khí sạch và làm mát bằng gió cho hành khách. Từ những năm 1950 tới 1990 (và tại hầu hết châu Âu cho tới thập niên 2000), nhiều đoàn tàu metro cũng được trang bị hệ thống thông gió ép trên trần tàu để đem lại sự thoải mái cho hành khách. Những mẫu đoàn tàu đầu tiên có thể được trang bị điều hòa không khí, ví dụ như K-series của Đường sắt Hudson và Manhattan từ năm 1958, R38 và R42 của Tàu điện ngầm Thành phố New York từ cuối thập niên 1960, cùng với series 3000 của Tàu điện ngầm Thành phố Nagoya, series 10 của Tàu điện ngầm Thành phố Osaka và M-Train của MTR Hồng Kông từ thập niên 1970, phần lớn là do khổ tải khá rộng rãi của các hệ thống metro này cũng như những đoạn đường chạy ngoài trời có tác dụng phân tán nhiệt từ hệ thống điều hòa. Đặc biệt ở một số hệ thống metro như Montreal Metro (mở cửa năm 1966) và Tàu điện ngầm Thành phố Sapporo (mở cửa năm 1971), do sử dụng công nghệ lốp cao su để thích nghi với lượng tuyết rơi dày trong mùa đông, các đoàn tàu buộc phải chạy trong môi trường kín hoàn toàn. Việc bổ sung hệ thống điều hòa không khí tại hai mạng lưới trên là bất khả thi bởi các đường hầm kín sẽ khiến nhiệt không thể thoát ra, làm nhiệt độ trong tàu tăng lên trên mức an toàn cho hành khách và quy trình chạy tàu.
Tại nhiều thành phố, mỗi tuyến metro có thể vận hành phương tiện có kích thước và chủng loại khác nhau. Mặc dù các tuyến này có thể không liên kết bằng đường ray, những đoàn tàu có khổ tải nhỏ hơn từ khi cần có thể được sử dụng trên các tuyến khác mà thông thường sẽ vận hành các đoàn tàu lớn hơn. Ở một số hệ thống, đây là một phần trong quy trình vận hành thông thường.

### Đường ray
Hầu hết hệ thống metro sử dụng đường ray khổ tiêu chuẩn thông thường. Do đường ray trong hầm ngầm không phải chịu mưa, tuyết hay các loại giáng thủy khác, chúng thường được gắn cố định xuống mặt sàn thay vì phải rải một lớp đá ba-lát bên dưới như đường sắt thông thường.
Một công nghệ khác sử dụng bánh xe lốp cao su chạy trên bê tông hẹp hoặc thanh dẫn bằng thép (roll way) đã được áp dụng trên một số tuyến của Métro Paris và Metro Thành phố México, sau đó đã được lần đầu tiên triển khai trên toàn bộ hệ thống metro tại Montreal, Canada. Ở hầu hết các hệ thống như vậy, đoàn tàu sẽ được trang bị thêm các bánh xe ngang để dẫn hướng, đồng thời hệ thống đường ray thông thường vẫn sẽ được lắp đặt phòng trường hợp lốp bị xịt hoặc cần chuyển ghi. Một số hệ thống metro lốp cao su cũng sử dụng thanh ray dẫn hướng ở giữa, ví dụ như Tàu điện ngầm Thành phố Sapporo và NeoVal ở Rennes, Pháp. Những người ủng hộ cách tiếp cận này cho rằng nó ít gây tiếng ồn hơn so với tàu bánh sắt truyền thống, đồng thời cho phép tàu leo và xuống dốc dễ dàng hơn nhờ vào lực cản từ lốp cao su. Tuy nhiên, nó thường có chi phí bảo trì cao hơn và sử dụng năng lượng kém hiệu quả hơn. Lực cản cũng dễ bị mất đi khi điều kiện thời tiết ẩm ướt hoặc băng giá, khiến khả năng chạy tàu ngoài trời là không thể hoặc bị hạn chế tại Montreal và Sapporo.
Một số thành phố có địa hình đồi dốc sử dụng các công nghệ đường sắt leo núi trong hệ thống metro của mình. Tuyến C của Lyon Metro có một đoạn sử dụng đường ray răng cưa, trong khi thành phố Haifa cũng cho xây dựng tuyến đường sắt leo núi dưới lòng đất mang tên Carmelit.
Với các tuyến trên cao, monorail cũng là một lựa chọn thay thế khác. Hệ thống monorail có thể được thiết kế theo dạng cưỡi thanh dầm (straddle-beam monorail) hoặc dạng monorail treo. Trong khi monorail chưa thực sự được chấp nhận tại nhiều nơi ngoài Nhật Bản, một số tuyến monorail như tại Trùng Khánh đang được sử dụng rộng rãi trong các mạng lưới metro.

### Cung cấp năng lượng

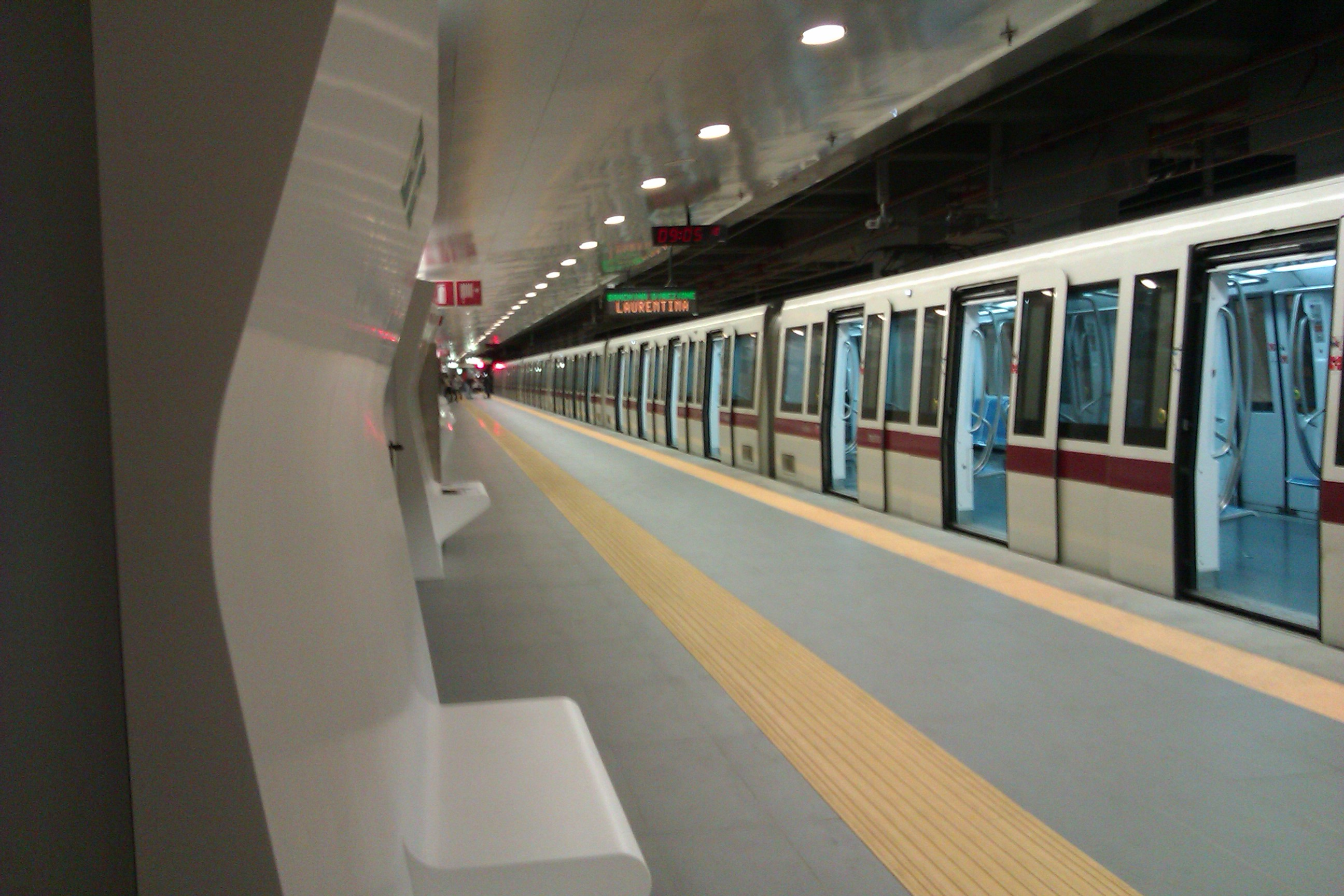
Một nhà ga Tàu điện ngầm Roma vào năm 2012

Mặc dù các đoàn tàu trên những hệ thống metro đầu tiên như Metropolitan Railway được kéo bằng động cơ hơi nước thông qua dây cáp hoặc đầu máy hơi nước, ngày này gần như mọi tàu metro sử dụng năng lượng điện với thiết kế động lực phân tán. Năng lượng cho đoàn tàu, hay còn gọi là sức kéo, thường được cung cấp thông qua một trong hai cách sau: thông qua một đường dây trên cao, có thể treo trên các cột hoặc tháp dọc đường ray, treo trên trần đường hầm hoặc treo từ những kết cấu xung quanh; thông qua một đường ray thứ ba đặt cạnh đường ray chính và được tiếp xúc với chân tiếp xúc của tàu (pickup shoe). Cách thiết kế dẫn điện thông qua thanh ray trên mặt đất được áp dụng chủ yếu là vì chiều cao tĩnh không bị hạn chế ở một số đường hầm khiến việc đặt dây trên cao trở nên khó khăn.
Việc thiết kế dây dẫn trên cao cho phép sử dụng nguồn điện có hiệu điện thế cao hơn. Đường dây trên cao thường được dùng trên các hệ thống metro không phải đi qua nhiều hầm, ví dụ như Tàu điện ngầm Thượng Hải. Một số hệ thống chạy chủ yếu dưới ngầm cũng sử dụng dây dẫn trên cao, ví dụ như Barcelona, Fukuoka, Hồng Kông, Madrid, và Thạch Gia Trang. Cả hai phương thức trên thường sẽ dùng hai thanh ray chạy tàu làm dây dẫn về (cực âm). Một số hệ thống trang bị thanh ray thứ tư riêng cho mục đích này. Đây là những tuyến sử dụng thiết kế cấp điện từ cả đường dây trên cao và thanh ray, cho phép đoàn tàu có thể chuyển đổi giữa hai hình thức, ví dụ như Tuyến Xanh lam tại Boston.
Hầu hết hệ thống metro sử dụng điện một chiều nhưng một số nơi ở Ấn Độ, trong đó có Delhi, sử dụng điện xoay chiều 25 kV 50 Hz cung cấp qua dây dẫn trên cao.

### Hầm
Các đường hầm ngầm giúp tách rời giao thông tàu khỏi mặt đất, tránh được tình trạng chậm trễ do tắc nghẽn giao thông và dành nhiều diện tích đất hơn cho những công trình khác. Ở những nơi có giá đất cao và mật độ sử dụng đất dày đặc, xây dựng hầm ngầm có thể là cách tiếp cận khả thi duy nhất cho giao thông công cộng đại chúng. Các đường hầm theo phương pháp đào-và-lấp được xây dựng bằng cách đào hở trên những tuyến phố có sẵn, sau đó lấp đất để tái lập hiện trạng cũ. Máy đào hầm cũng có thể được sử dụng để khoan đào các đường hầm nằm sâu hơn dưới nền đá cứng.
Quá trình xây dựng tuyến metro ngầm là một dự án tốn kém và thường diễn ra trong nhiều năm. Có một số phương pháp khác nhau cho việc xây dựng các tuyến metro đi ngầm.
Một phương pháp xây dựng phổ biến là đào-và-lấp (cut-and-cover): công việc đào đất được tiến hành trên các đường phố và một cấu trúc hầm đủ mạnh để đỡ phần đường bên trên sẽ được xây dựng dưới rãnh đất vừa đào; đường hầm này sau đó sẽ được lấp lại để tái lập mặt đường như trước. Phương pháp này thường yêu cầu di dời các công trình hạ tầng kỹ thuật ngầm được chôn gần mặt đất – cụ thể là các đường dây điện lực, viễn thông, đường ống nước, khí đốt và cống nước thải. Quá trình này cần được thực hiện một cách cẩn trọng để tránh gây ra những sự cố về sau; theo như các tài liệu từ Hội Địa lý Quốc gia Hoa Kỳ, một trong những nguyên nhân gây ra các vụ nổ tại Guadalajara vào tháng 4 năm 1992 khiến hàng trăm người thiệt mạng là do một đường ống nước bị đặt sai vị trí. Cấu trúc hầm thường được làm bằng bê tông, có thể được thiết kế với những kết cấu cột từ thép. Trong những hệ thống metro ban đầu, gạch nung và gang đã được sử dụng. Quá trình xây dựng theo phương pháp này có thể diễn ra trong thời gian dài tới mức các dự án sẽ thường phải xây dựng nền đường tạm nằm phía trên nóc công trường đào hầm, để tránh tình trạng đóng cửa lâu dài những tuyến đường chính.
Một phương pháp xây dựng đường hầm khác là khoan hầm. Với phương pháp này, quá trình xây dựng bắt đầu bằng việc đào một giếng thẳng đứng, nơi mà từ đó đường hầm sẽ được đào theo chiều ngang, thường là bằng một khiên đào hầm, nhờ đó tránh gây xáo trộn tới đường phố, tòa nhà và công trình hạ tầng sẵn có. Tuy nhiên việc áp dụng phương pháp này có khả năng sẽ gặp phải những vấn đề về nguồn nước ngầm, đồng thời quá trình khoan hầm qua lớp nền đá cứng tự nhiên có thể đòi hỏi phải thực hiện nổ mìn để phá đá. Thành phố đầu tiên áp dụng rộng rãi việc khoan hầm sâu là London, nơi có lớp trầm tích đất sét dày giúp tránh được cả hai vấn đề trên. Không gian hạn chế trong đường hầm cũng giới hạn loại máy móc có thể sử dụng, nhưng nay cũng đã xuất hiện các loại máy đào hầm chuyên dụng có thể vượt qua vấn đề này.
Điểm bất lợi của phương pháp này là chi phí đào hầm cao hơn nhiều so với xây dựng đường hầm theo kiểu đào-và-lấp hay xây dựng các tuyến chạy trên mặt đất hoặc trên cao. Những loại máy đào hầm ban đầu không thể xây dựng các đường hầm đủ lớn để chứa trang thiết bị đường sắt thông thường, đòi hỏi việc sử dụng các đoàn tàu đặc biệt có hình dáng thấp và tròn, ví dụ như tại hầu hết hệ thống Tàu điện ngầm London. Tại đây, hầu hết các tuyến cũng không thể lắp đặt điều hòa không khí do khoảng không gian trống giữa tàu và thành hầm là quá nhỏ. Các tuyến tàu khác được xây dựng bằng phương pháp đào-và-lấp đều đã được trang bị tàu có điều hòa không khí.
Hệ thống metro sâu nhất thế giới được xây dựng tại Sankt-Peterburg của Nga, nơi có những vùng đầm lầy cỏ với lớp đất ổn định bắt đầu từ độ sâu hơn 50 mét (160 ft). Ở phía trên độ sâu này chủ yếu là lớp cát rải rác ngập nước. Do vậy, chỉ có 3 trong số gần 60 nhà ga là được xây gần mặt đất và 3 nhà ga khác được xây trên mặt đất. Một số nhà ga và đường hầm nằm sâu tới 100–120 mét (330–390 ft) so với mặt đất. Thông thường, khoảng cách thẳng đứng tính từ mặt đất tới đường ray được sử dụng để thể hiện độ sâu. Những nhà ga nằm trong hàng sâu nhất thế giới bao gồm:

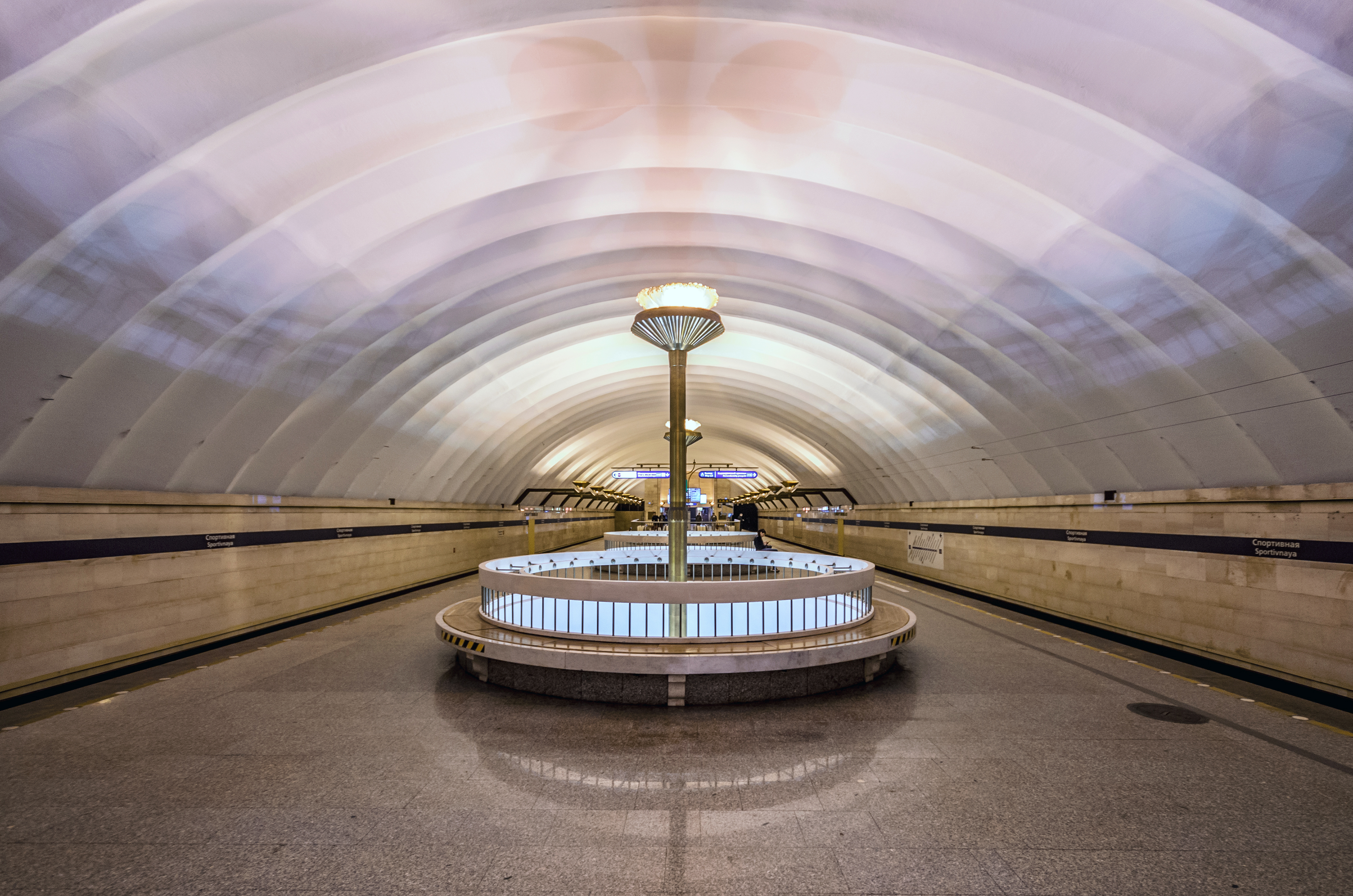
Ga Sportivnaya thuộc hệ thống Tàu điện ngầm Sankt-Peterburg có hai tầng.

- Ga Hồng Nham Thôn tại Trùng Khánh, Trung Quốc (116 mét (381 ft), mở cửa năm 2022)
- Ga Arsenalna tại Kyiv, Ukraina (105,5 mét (346 ft), mở cửa năm 1960, được xây dựng bên dưới một quả đồi)
- Ga Admiralteyskaya tại Sankt-Peterburg, Nga (102 mét (335 ft), mở cửa năm 2011)
- Ga Sofia tại Stockholm, Thụy Điển (khoảng 100 m (328 ft), dự kiến mở cửa vào năm 2030)
- Ga Hồng Thổ Địa tại Trùng Khánh, Trung Quốc (94 mét (308 ft), mở cửa năm 2016)
- Ga Lý Ngư Trì tại Trùng Khánh, Trung Quốc (76 mét (249 ft), mở cửa năm 2017)
- Ga Công viên Chiến thắng tại Moskva (~80 mét (260 ft), mở cửa năm 2005, được xây dựng bên dưới một quả đồi)
- Ga Puhŭng tại Bình Nhưỡng, CHDCND Triều Tiên (có thể dùng làm hầm trú ẩn hạt nhân)
- Ga Đường sắt nhẹ MAX Washington Park tại Portland, Oregon, Hoa Kỳ (được xây dựng bên dưới một quả đồi), 260 feet (80 m)

Một lợi thế của việc xây dựng hầm ngầm sâu là chúng có thể được thiết kế theo kiểu lòng chảo trũng xuống ở khoảng giữa các nhà ga, giúp tránh được việc phải đào hầm gần mặt đất gây phát sinh thêm nhiều chi phí. Kỹ thuật này tận dụng trọng lực để hỗ trợ đoàn tàu tăng tốc khi rời ga và giảm tốc khi vào ga tiếp theo. Nó đã được áp dụng sớm nhất từ năm 1890 trên tuyến City and South London Railway và kể từ đó tiếp tục được triển khai tại nhiều nơi, ví dụ như Montreal hay Nuremberg.
Tuyến Tây Cảng Đảo, một dự án mở rộng của Tuyến MTR Cảng Đảo tại khu vực phía tây Đảo Hồng Kông được khánh thành vào năm 2015, có hai nhà ga (Tây Dinh Bàn và Đại học Hồng Kông) được thiết kế nằm ở độ sâu hơn 100 mét (330 ft) so với mặt đất, với mục đích phục vụ hành khách tại Khu Bán Sơn (Mid-Levels). Các nhà ga này có nhiều lối ra vào được trang bị thang máy tốc độ cao thay vì thang cuốn. Kiểu thiết kế này đã xuất hiện ở nhiều nhà ga Tàu điện ngầm London cũng như các nhà ga tại những nước thuộc Liên Xô cũ.

### Đường sắt trên cao
Đường sắt trên cao là một giải pháp đơn giản và tiết kiệm hơn để xây dựng phần đường riêng mà không cần phải đào hầm hay tạo các rào chắn gây tốn kém. Ngoài việc thiết kế đi trên mặt đất, đường sắt trên cao cũng có thể là giải pháp thay thế khả thi duy nhất do mực nước ngầm nằm quá gần mặt đất khiến đường sắt ngầm trở nên đắt đỏ, thậm chí là không thể xây dựng (ví dụ như tại Miami). Đường sắt trên cao từng phổ biến vào khoảng đầu thế kỷ 20, nhưng sau đó không còn được ưa chuộng. Chúng bắt đầu có xu hướng quay trở lại vào khoảng một phần tư cuối cùng của thế kỷ – thường được triển khai kết hợp với các hệ thống không người lái, ví dụ như SkyTrain của Vancouver, Docklands Light Railway của London, Miami Metrorail, Bangkok Skytrain, và Skyline Honolulu.

### Nhà ga

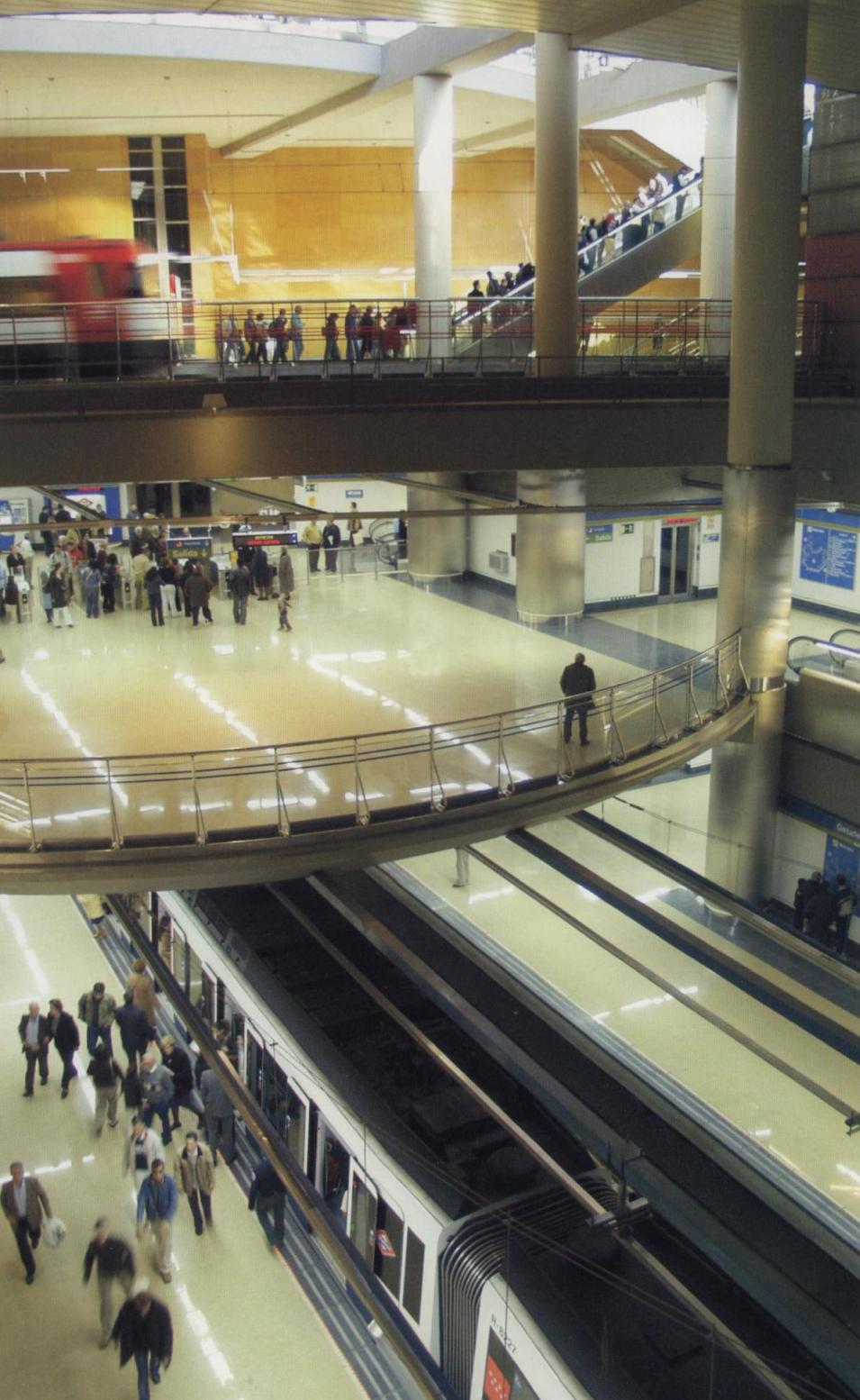
Ga Getafe Central trên Tuyến 12 của Madrid Metro được thiết kế nhiều tầng.

Các nhà ga metro hoạt động như những trung tâm cho phép hành khách lên và xuống các chuyến tàu. Chúng cũng là những điểm kiểm soát thanh toán và là nơi hành khách chuyển đổi giữa các loại hình vận chuyển, ví dụ như sang xe buýt hoặc sang những chuyến tàu khác. Hành khách tiếp cận tàu thông qua ke ga cạnh hoặc ke ga đảo. Các nhà ga ngầm, đặc biệt là các ga nằm sâu dưới lòng đất, làm tăng tổng thời gian di chuyển của hành khách: việc hành khách phải di chuyển lâu bằng thang cuốn để tới được sân ga khiến các nhà ga có thể trở thành những điểm nghẽn nếu chúng không được thiết kế hợp lý. Một số nhà ga ngầm hoặc trên cao được tích hợp vào những mạng lưới không gian đi bộ ngầm hoặc trên cao, kết nối với các tòa nhà thương mại xung quanh. Ở khu vực ngoại ô, nhà ga có thể được kết nối với một bãi đỗ xe theo mô hình "park and ride".
Để giúp các đoàn tàu có thể được tiếp cận dễ dàng, ke ga được xây dựng cao giúp hành khách có thể lên tàu mà không cần sử dụng bậc thang hay bệ. Nếu nhà ga được thiết kế tuân theo những tiêu chuẩn khả năng tiếp cận, điều này cũng cho phép người khuyết tật hay những người mang hành lý có bánh xe dễ dàng lên xuống tàu; tuy nhiên trong trường hợp đường ray được thiết kế cong, một khoảng hở giữa tàu và ke ga có thể xuất hiện. Một số ga sử dụng cửa chắn sân ga nhằm tăng độ an toàn, tránh tình trạng hành khách rơi ngã xuống đường ray, cũng như làm giảm chi phí thông gió.

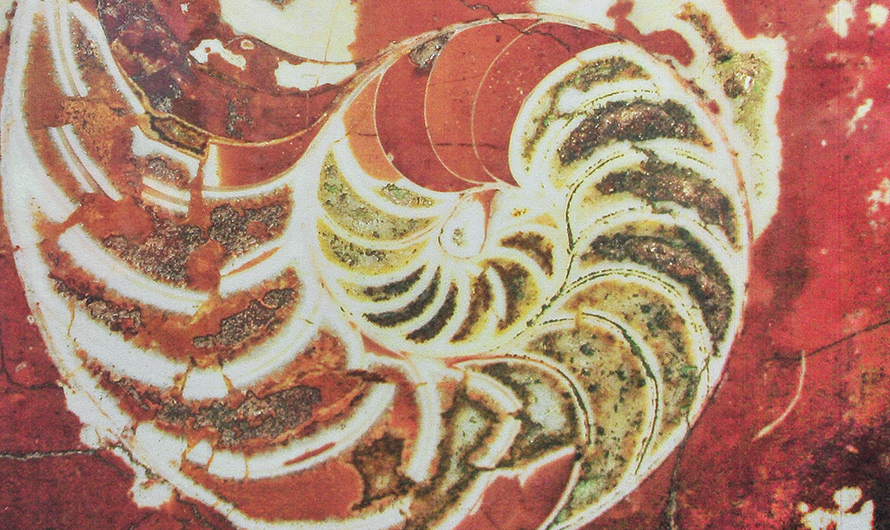
Một con ốc anh vũ lớn làm bằng cẩm thạch đỏ trên tường nhà ga Moskva Metro

Tại Liên Xô cũ, một số nước Đông Âu và những hệ thống metro mới khác, các nhà ga được xây dựng với nhiều chi tiết trang trí lộng lẫy, ví dụ như tường cẩm thạch, sàn granite bóng hay tranh khảm—với mục đích đưa các tác phẩm nghệ thuật tới công chúng ngay trong cuộc sống thường ngày của họ, ngoài những nơi như triển lãm hay bảo tàng ra. Tường của các nhà ga tàu điện ngầm Moskva được ốp đá với nhiều loại hóa thạch động vật, từ san hô cho tới cúc đá và ốc anh vũ. Những hệ thống metro tại Moskva, Sankt-Peterburg, Tashkent và Kyiv được nhiều người coi là đẹp nhất thế giới. Một vài thành phố khác như London, Stockholm, Montreal, Lisboa, Napoli và Los Angeles cũng đã và đang áp dụng cách làm này, với nhiều loại hình đa dạng từ những họa tiết trang trí trên đá ốp tường, cho tới những tác phẩm nghệ thuật lớn và sặc sỡ được tích hợp vào kiến trúc của nhà ga, hay các hoạt động trưng bày cổ vật được khai quật trong quá trình xây dựng ga. Các nhà ga có thể thu hút thêm hành khách cũng như lợi nhuận bằng cách đầu tư xây dựng những công trình kiến trúc lớn, những tác phẩm nghệ thuật, cải thiện sự sạch sẽ, khả năng tiếp cận, chiếu sáng và cảm giác an toàn cho hành khách.

## Nhân sự vận hành và tự động hóa

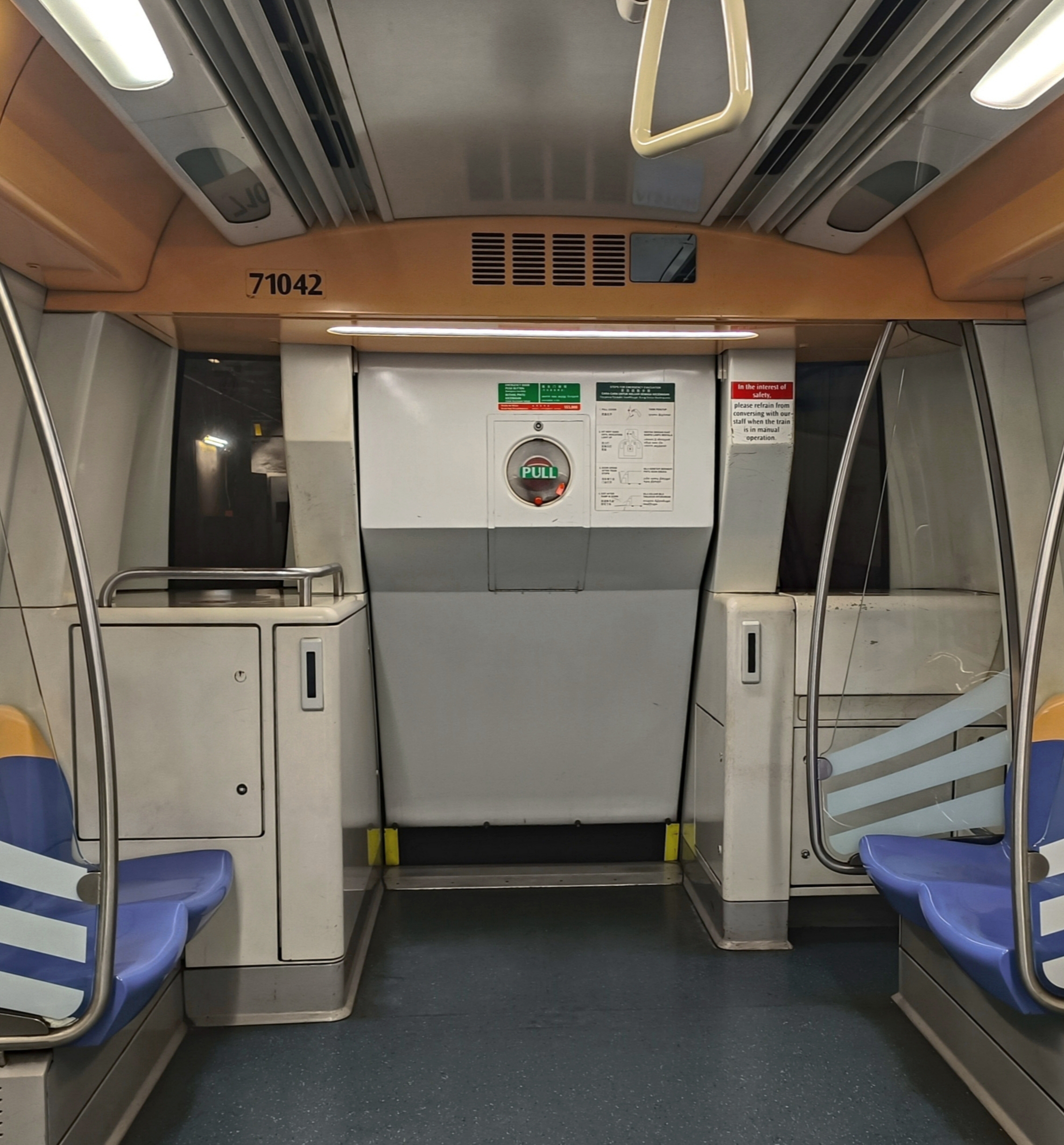
Các đoàn tàu trên Tuyến MRT Đông Bắc tại Singapore được chạy hoàn toàn tự động, không có bất cứ người lái nào.

Trong những năm đầu tiên của đường sắt ngầm, mỗi tàu được bố trí ít nhất 2 nhân viên vận hành: một hoặc nhiều tiếp viên (còn được gọi là "trưởng tàu") hoạt động hệ thống cửa hoặc cổng lên xuống, cùng với một người lái tàu (hay còn gọi là "kỹ sư"). Việc giới thiệu cửa tự động vào khoảng năm 1920 đã giúp giảm số lượng nhân sự, và các đoàn tàu tại nhiều thành phố nay chỉ cần được vận hành bởi một người duy nhất. Ở những nơi mà người lái tàu không thể quan sát hết được toàn bộ sườn tàu để kiểm tra an toàn trước khi đóng cửa tàu, gương hoặc màn hình camera giám sát thường được trang bị để hỗ trợ.

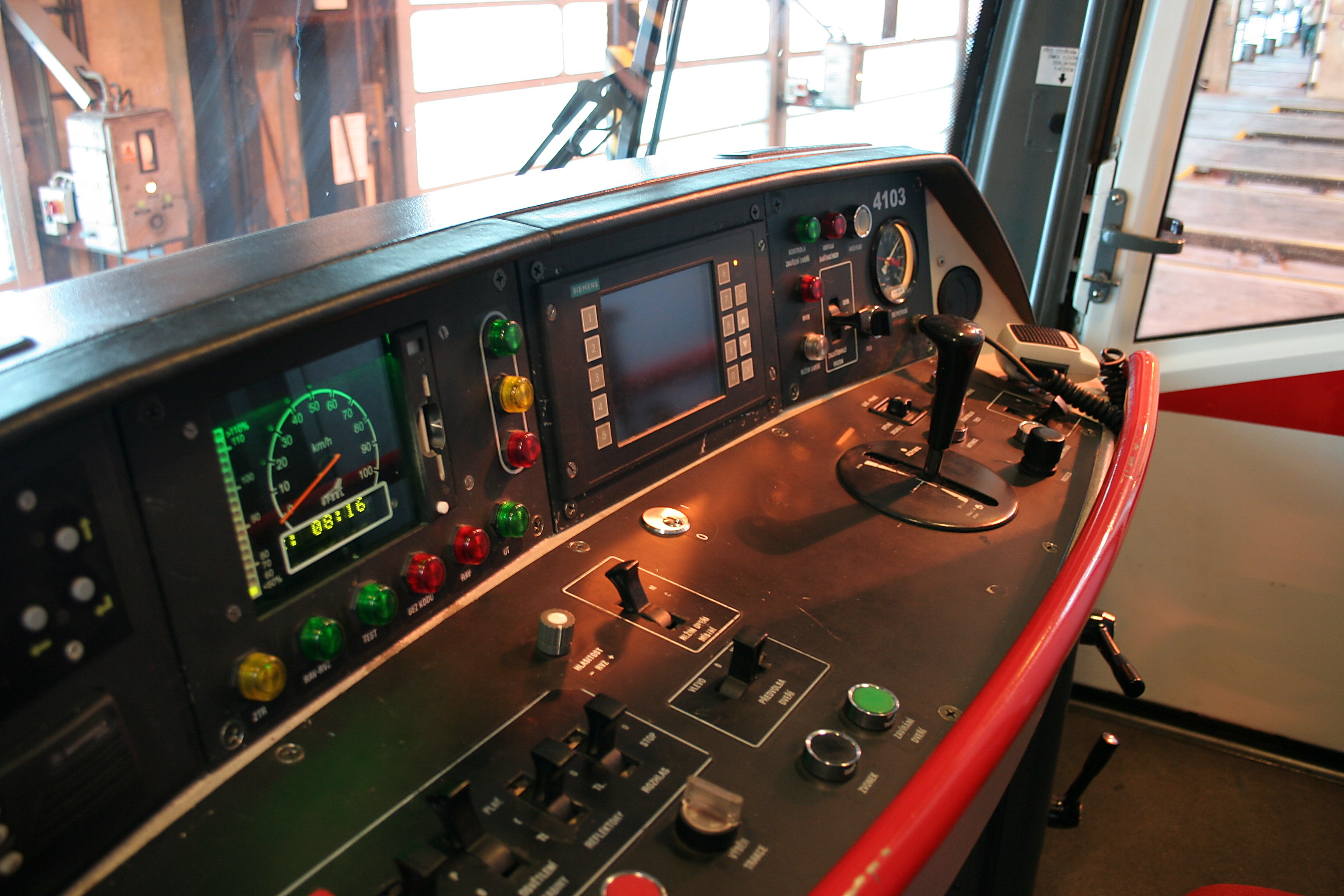
Metro Praha, bảng điều khiển người lái trên mẫu đoàn tàu M1

Một hệ thống thay thế người lái đã xuất hiện từ thập niên 1960, với sự phát triển của các công nghệ điện toán hỗ trợ cho quá trình điều khiển tàu tự động, và sau này là vận hành tàu tự động (ATO). ATO có thể tự động khởi động tàu, tăng tốc tới tốc độ đã đặt sẵn, và dừng tàu ở vị trí chính xác trên sân ga ở ga tiếp theo, dựa vào những thông tin mà người lái thường thu thập từ hệ thống tín hiệu dọc đường ray hoặc hệ thống báo hiệu trong buồng lái. Tuyến metro đầu tiên sử dụng công nghệ này trên toàn tuyến là Tuyến Victoria tại London, mở cửa vào năm 1968.
Khi hoạt động bình thường, nhân viên vận hành tàu sẽ ngồi ở vị trí ghế lái phía trước, nhưng chỉ chịu trách nhiệm đóng cửa tại mỗi ga. Bằng cách nhấn đồng thời hai nút "bắt đầu", tàu sẽ tự động di chuyển tới ga tiếp theo. Kiểu "vận hành tàu bán tự động" (STO) này, về mặt kỹ thuật còn gọi là "Cấp độ Tự động hóa (GoA) 2", đã trở nên rất phổ biến, đặc biệt là tại các tuyến mới xây dựng như mạng lưới BART của Khu vực Vịnh San Francisco.
Một biến thể của ATO, "vận hành tàu không người lái" (DTO) hay còn được phân loại kỹ thuật là "GoA 3", xuất hiện trên một số hệ thống như Docklands Light Railway của London, khai trương vào năm 1987. Tại đây, một "nhân viên dịch vụ hành khách" sẽ ở cùng khoang với hành khách thay vì ngồi ở ghế lái phía trên, nhưng vẫn đảm nhiệm các trọng trách giống như người lái trong hệ thống GoA 2. Công nghệ này có thể cho phép tàu vận hành hoàn toàn tự động mà không có tổ lái tàu, giống như hầu hết các loại thang máy. Khi chi phí tự động hóa bắt đầu giảm, đây trở thành lựa chọn thu hút về mặt tài chính cho các nhà vận hành.
Cùng thời điểm này, một số ý kiến phản đối cho rằng trong trường hợp khẩn cấp, một thành viên tổ lái có mặt trên tàu có thể ngăn chặn tình huống khẩn cấp đó xảy ra ngay từ đầu, di chuyển đoàn tàu lỗi tới ga tiếp theo, hỗ trợ công tác sơ tán nếu cần, hoặc gọi các dịch vụ khẩn cấp cần thiết và giúp họ định hướng tới vị trí xảy ra sự việc. Tại một số nơi, những lý do trên cũng được sử dụng để bố trí tổ vận hành tàu hai người thay vì chỉ có một; một người lái ở phía trước tàu, người còn lại thao tác cửa ở một vị trí phía sau, thuận tiện hơn cho việc hỗ trợ hành khách. Tuyến Scarborough RT tại Toronto từng hoạt động trước đây buộc phải bố trí một người lái đơn thuần do sự phản đối từ hiệp hội công đoàn.
Các đoàn tàu hoàn toàn không có nhân viên vận hành, hay "vận hành tàu không có giám sát" (UTO), phân loại kỹ thuật "GoA 4", được chấp nhận nhiều hơn trên những hệ thống mới không có nhân sự sẵn có để luân chuyển, và đặc biệt là trên các tuyến metro nhẹ. Một trong những hệ thống đầu tiên như vậy là VAL (véhicule automatique léger hay "phương tiện nhẹ tự động"), được sử dụng lần đầu vào năm 1983 trên mạng lưới Lille Metro tại Pháp. Các tuyến VAL tiếp theo đã được xây dựng tại một số thành phố khác như Toulouse, Pháp, và Turin, Ý. Một hệ thống khác cũng sử dụng đoàn tàu không người vận hành là Innovia Metro của Bombardier, van đầu được phát triển bởi Urban Transportation Development Corporation với tên gọi Intermediate Capacity Transit System (ICTS). Hệ thống này về sau được áp dụng tại mạng lưới SkyTrain ở Vancouver và Tuyến Kelana Jaya ở Kuala Lumpur, cả hai đều không bố trí tổ lái tàu.
Một trở ngại khác của quá trình chuyển đổi các tuyến sẵn có sang vận hành hoàn toàn tự động là quá trình này có thể đòi hỏi phải ngưng hoạt động dịch vụ. Ngoài ra, ở những nơi có nhiều tuyến sử dụng chung cơ sở vật chất, việc chạy chung cả tàu tự động và tàu có người lái trong một khoảng thời gian chuyển đổi có thể là cần thiết. Hệ thống U-Bahn Nuremberg đã chuyển đổi tuyến U2 sẵn có sang vận hành tự động hoàn toàn (GoA4) vào đầu năm 2010 mà không phải gián đoạn dịch vụ một ngày nào. Trước đó tuyến đã chạy hỗn hợp với tuyến U3 hoàn toàn không có người lái mới mở cửa từ năm 2008. Nuremberg U-Bahn là hệ thống đầu tiên trên thế giới thực hiện quá trình chuyển đổi này thông qua việc vận hành hỗn hợp và không bị gián đoạn dịch vụ. Mặc dù điều này cho thấy những rào cản kỹ thuật trên là có thể vượt qua được, thực chất dự án này đã bị trì hoãn nghiêm trọng, không đạt được mục tiêu vận hành kịp thời điểm diễn ra vòng chung kết FIFA World Cup 2006, đồng thời những hy vọng xuất khẩu hệ thống tự động hóa tại Nuremberg ra quốc tế cũng không trở thành hiện thực.

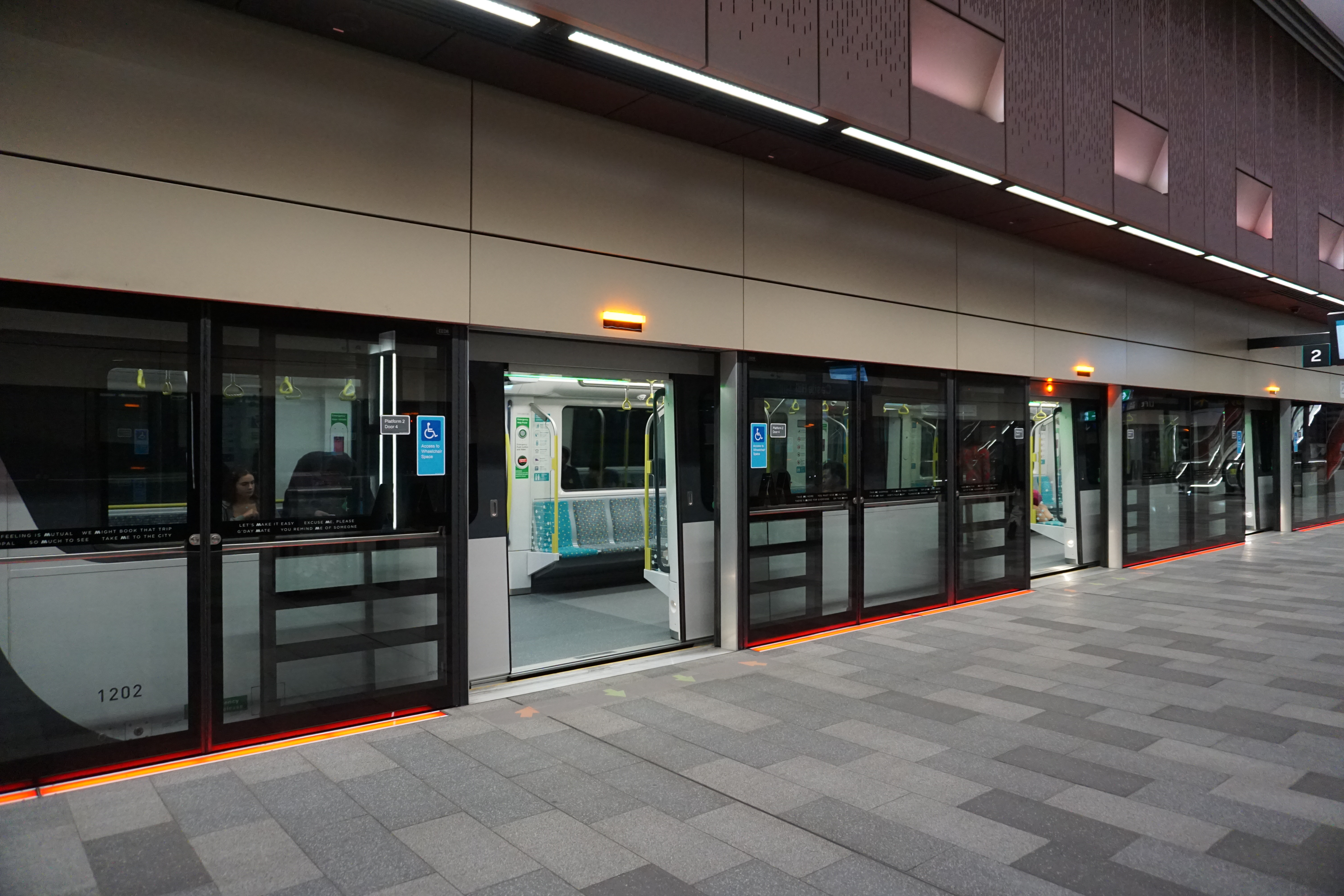
Cửa chắn ke ga tại Ga Castle Hill, Sydney Metro

Các hệ thống sử dụng tàu tự động cũng thường lắp đặt cửa chắn sân ga kín hoàn toàn hoặc cổng chắn sân ga tự động dạng lan can để đảm bảo an toàn cho hành khách, nhưng điều này không diễn ra ở mọi nơi, ví dụ như tại Nuremberg chỉ sử dụng cảm biến hồng ngoại để phát hiện chướng ngại vật trên đường ray. Ngược lại, một số tuyến sử dụng hệ thống vận hành có người lái vẫn lắp đặt cửa chắn, nổi bật trong số đó là đoạn mở rộng của tuyến Jubilee tại London. Nơi đầu tiên lắp đặt cửa chắn sân ga trên hệ thống đã vận hành sẵn có là MTR của Hồng Kông, theo sau đó là Singapore MRT.
Với các đoàn tàu lớn hơn, Métro Paris bố trí người lái trên hầu hết các tuyến nhưng chạy tàu tự động trên tuyến mới nhất, Tuyến 14, mở cửa vào năm 1998. Tuyến 1 được xây dựng từ lâu về sau đã được chuyển đổi sang vận hành không giám sát vào năm 2012, sau đó là Tuyến 4 vào năm 2023. Tuyến MRT Đông Bắc tại Singapore, mở cửa vào năm 2003, là tuyến đường sắt đô thị ngầm tự động hoàn toàn đầu tiên trên thế giới. Tuyến Disneyland Resort tại Hồng Kông cũng được tự động hóa, cùng với các đoàn tàu trên Tuyến Nam Cảng Đảo.

## Sự cân đối và kết nối giữa các loại hình

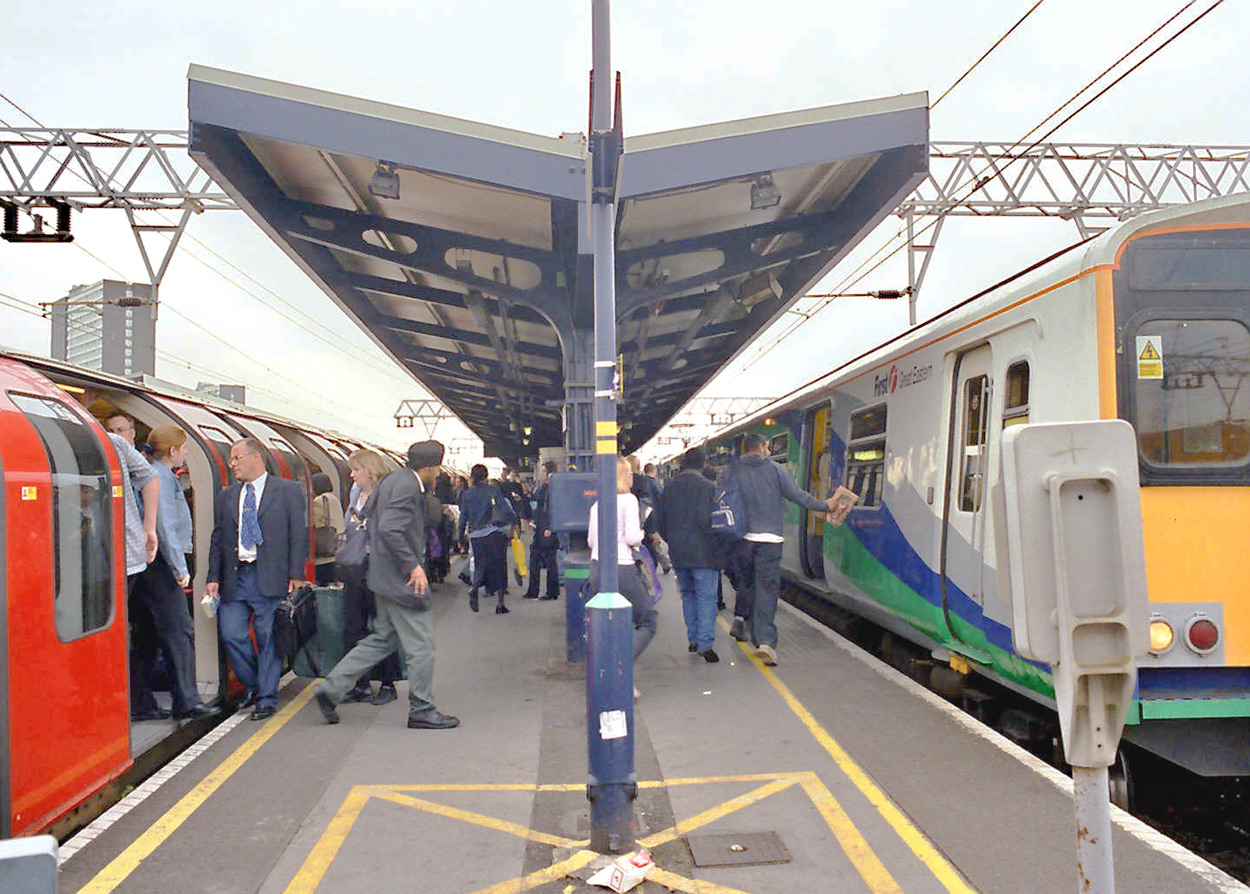
Ga Stratford tại London được sử dụng chung bởi hệ thống Tàu điện ngầm London (trái) và các tuyến đường sắt chính (phải), cùng với hệ thống Docklands Light Railway (không có trong hình).

Kể từ những năm 1980, xe điện mặt đất đã bắt đầu kết hợp một số những đặc điểm của metro: chúng trở thành các hệ thống đường sắt nhẹ (light rail) chạy trên phần đường riêng biệt, nhưng cùng mức với các phương tiện như xe buýt và xe hơi, nhờ đó tránh được tình trạng tắc nghẽn giao thông. Một số hệ thống đường sắt nhẹ có những đoạn đường đi trên cao hoặc dưới lòng đất. Các hệ thống xe điện mặt đất mới xây dựng hoặc được nâng cấp từ hệ thống có sẵn cho phép vận hành với tốc độ và công suất cao hơn, trở thành một giải pháp thay thế giá rẻ cho việc xây dựng metro, đặc biệt là ở những thành phố nhỏ.
Một số thành phố chọn cách thiết kế tiền metro (premetro): một hệ thống metro ngầm hoàn chỉnh được xây dựng ở trung tâm thành phố, còn các khu vực ngoại ô sẽ chỉ triển khai đường sắt nhẹ hoặc xe điện mặt đất. Ngược lại, có những thành phố lại quyết định xây dựng hệ thống metro hoàn chỉnh ở khu vực ngoại ô, nhưng trong trung tâm thành phố lại chỉ vận hành xe điện mặt đất để tiết kiệm chi phí xây dựng hầm ngầm. Các thành phố tại Bắc Mỹ xây dựng những hệ thống interurban, với thiết kế như những xe điện ngoại ô chạy trên mặt đất, không được phân mức như metro. Tiền metro cũng cho phép hệ thống thực hiện nâng cấp dần dần đường xe điện mặt đất hiện có lên metro, giúp làm giãn chi phí đầu tư theo thời gian. Cách tiếp cận này phổ biến nhất tại Đức với tên gọi Stadtbahn.
Đường sắt ngoại ô là hệ thống đường sắt nặng vận hành với tần suất thấp hơn và tốc độ trung bình cao hơn so với metro đô thị, thường chỉ phục vụ một nhà ga ở mỗi làng hoặc thị trấn. Các hệ thống đường sắt ngoại ô ở một số thành phố (ví dụ như S-Bahn tại Đức, KRL Commuterline tại Jakarta, Đường sắt Ngoại ô Mumbai, mạng lưới đường sắt ngoại ô tại Úc, S-tog tại Đan Mạch, v.v.) có thể được coi là giải pháp thay thế cho hệ thống metro cung cấp dịch vụ vận chuyển công cộng tần suất lớn trong khu vực thành phố. Ngược lại, các hệ thống metro đô thị tại một số thành phố (ví dụ như Dubai Metro, Tàu điện ngầm Thượng Hải, MetroSur của Madrid Metro, Đường sắt đô thị Đài Bắc, Kuala Lumpur Rapid Transit, v.v.) có những tuyến đường tỏa ra các khu vực ngoại ô thành phố. Một số hệ thống metro đô thị hoặc "gần đô thị" khác (Tàu điện ngầm Quảng Phật, Bay Area Rapid Transit, Los Teques Metro, Tuyến 7 Tàu điện ngầm Seoul, v.v.) phục vụ các đô thị có hai hoặc nhiều vùng lõi đô thị.
Một số thành phố chọn thiết kế mạng lưới đường sắt đô thị với hai bậc: một hệ thống metro phục vụ khu vực đô thị (ví dụ như Métro Paris, Berlin U-Bahn, Tàu điện ngầm London, Sydney Metro, Tàu điện ngầm Tokyo, Jakarta MRT và Tàu điện ngầm Philadelphia) và một hệ thống phục vụ khu vực ngoại ô (tương ứng với các ví dụ trên lần lượt là RER, S-Bahn, Crossrail & London Overground, Sydney Trains, các tuyến tàu đô thị của JR, KRL Commuterline và Regional Rail). Những hệ thống như vậy có thể được gọi bằng những cái tên như S-train, dịch vụ ngoại ô, hoặc (đôi khi) là đường sắt vùng. Các hệ thống ở khu vực ngoại ô có thể có đường ray được thiết kế riêng biệt, chạy với tần suất "tương tự như metro" và được vận hành bởi công ty đường sắt quốc gia. Tại một vài nơi những dịch vụ tàu ngoại ô này chạy qua trung tâm thành phố bằng các đường hầm và cho phép hành khách chuyển tuyến trực tiếp sang hệ thống metro.
Trong một số trường hợp, ví dụ như London Underground và London Overground, các hệ thống đường sắt ngoại ô và metro còn chạy trên cùng đường ray ở một vài đoạn. BART của California, Metrô-DF của Quận liên bang Brasil và Metrorail của Washington DC là những ví dụ về các hệ thống lai giữa hai loại hình: ở vùng ngoại ô, các tuyến hoạt động như những tuyến đường sắt ngoại ô, với thời gian giãn cách chuyến dài hơn và khoảng cách giữa các ga lớn hơn; ở khu vực trung tâm, các nhà ga nằm gần nhau hơn và nhiều tuyến chạy trực thông với thời gian giãn cách giảm xuống mức tương đương với một hệ thống metro thông thường.

## Chi phí, lợi ích và ảnh hưởng
Tính đến  tháng 3 năm 2018, 212 thành phố đã xây dựng các hệ thống metro. Metro có chi phí vốn cao, cũng như mức độ rủi ro thấu chi ngân sách và thâm hụt lợi ích cao, thường đòi hỏi sử dụng nguồn tài chính công. Metro đôi khi được coi là giải pháp thay thế cho mạng lưới vận tải đường bộ quy mô lớn với nhiều đường cao tốc; hệ thống metro cho phép vận chuyển với công suất cao hơn, sử dụng đất ít hơn, gây ra ít ảnh hưởng tới môi trường hơn và tiêu tốn ít chi phí hơn. Một nghiên cứu vào năm 2023 cho thấy các hệ thống metro giúp giảm lượng rất lớn khí thải CO2.

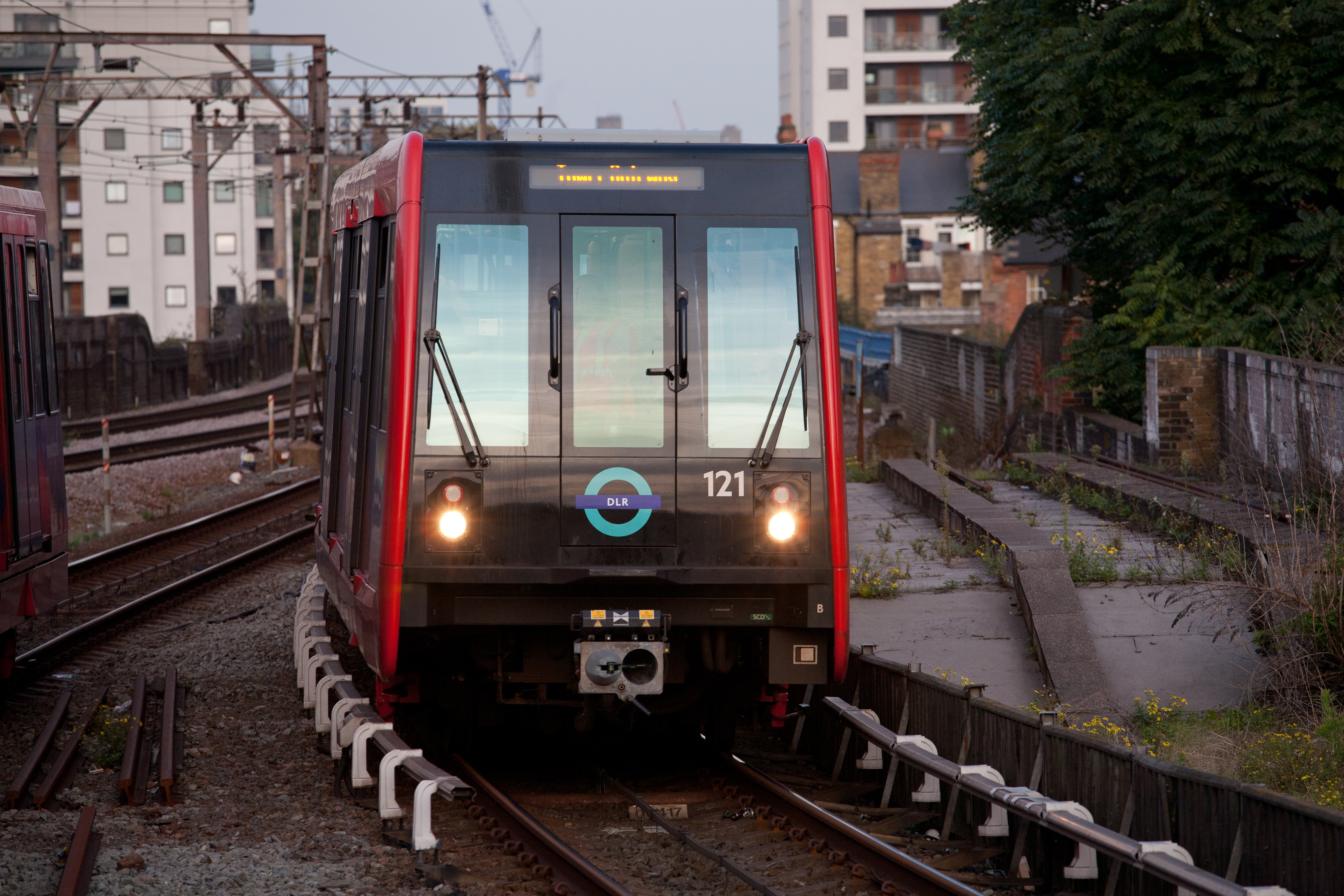
Hệ thống Docklands Light Railway tại London allows for dense land use, while retaining a high capacity.

Những hệ thống chạy trên cao hoặc dưới lòng đất ở khu vực trung tâm giúp vận chuyển lượng lớn hành khách mà không phải chiếm dụng nguồn đất đai đắt đỏ, đồng thời cho phép thành phố phát triển nhỏ gọn mà không gặp phải rào cản vật lý nào. Đường cao tốc thường làm giảm giá trị đất đai dân cư xung quanh, trong khi sự xuất hiện của một nhà ga metro thường thúc đẩy sự phát triển thương mại và dân cư ở những khu vực liền kề, với nhiều khối nhà văn phòng và dân cư phát triển định hướng giao thông công cộng lớn được xây dựng. Ngoài ra, một hệ thống giao thông công cộng hiệu quả có thể làm giảm tổn thất phúc lợi kinh tế gây ra do tăng mật độ dân số trong một đô thị.
Các hệ thống metro có chi phí cố định cao. Hầu hết chúng đều thuộc sở hữu công của chính quyền địa phương, cơ quan quản lý giao thông công cộng hay chính phủ quốc gia. Nguồn vốn đầu tư thường được trích một phần hoặc hoàn toàn từ hệ thống thuế, thay vì nguồn thu từ việc bán vé cho hành khách, tuy nhiên thường xuyên phải cạnh tranh với các dự án xây dựng đường bộ. Hệ thống metro có thể được vận hành bởi chủ sở hữu hoặc một công ty tư nhân thông qua nghĩa vụ dịch vụ công. Chủ sở hữu của hệ thống thường cũng sẽ sở hữu các hệ thống xe buýt hoặc đường sắt kết nối, hoặc là thành viên của hiệp hội vận tải địa phương, cho phép chuyển đổi miễn phí giữa các loại hình vận tải. Gần như mọi hệ thống metro đều hoạt động trong tình trạng tham hụt, đòi hỏi các nguồn lợi nhuận từ bán vé, quảng cáo và trợ cấp từ chính phủ để bù lại các chi phí.
Tỷ số thu hồi từ bán vé (farebox recovery ratio), được tính bằng tỷ lệ giữa nguồn thu từ việc bán vé trên chi phí vận hành, thường được sử dụng để đánh giá lợi nhuận vận hành của hệ thống. Một số hệ thống như tại Hồng Kông, và Đài Bắc có thể đạt tỷ lệ thu hồi trên 100%. Con số này bỏ qua những chi phí vốn phát sinh khi xây dựng hệ thống, thường được tài trợ thông qua các khoản vay mềm, cũng như các khoản doanh thu phụ trợ như doanh thu từ hoạt động bất động sản. Tại một số hệ thống, cụ thể như ở Hồng Kông, các dự án mở rộng mạng lưới metro được tài trợ một phần từ việc bán phần đất đai có giá trị gia tăng nhờ vào sự hoạt động của dự án đó, một quá trình được gọi là thu hồi giá trị (value capture).
Những chính sách quy hoạch sử dụng đất đô thị là rất cần thiết cho sự thành công của các hệ thống metro, nhất là khi metro sẽ không có tính khả thi nếu phải hoạt động ở những cộng đồng có mật độ dân cư thấp. Các nhà quy hoạch vận tải ước tính rằng, để hỗ trợ các dịch vụ đường sắt nhanh, mật độ nhà ở dân cư phải đạt mức 12 đơn vị nhà ở trên một mẫu Anh.